# Britney Spears
Britney Jean Spears (McComb, 2 dicembre 1981) è una cantante e ballerina statunitense.
Pur avendo esordito nell'industria musicale ad appena diciassette anni, Britney Spears ha raggiunto rapidamente una grande notorietà a livello globale grazie ai suoi primi due album ...Baby One More Time (1999) e Oops!... I Did It Again (2000), che hanno venduto 50 milioni di copie nel mondo e conquistato diversi record. Nel 2001 ha esordito nel mondo del cinema con la partecipazione al film Crossroads - Le strade della vita, nel quale recita anche la sorella minore Jamie Lynn. L'album del 2003 In the Zone, a partire dal quale la cantante si impegna personalmente nella produzione artistica della sua musica, contiene le celebri Toxic e Me Against the Music, quest'ultima in collaborazione con Madonna.
Considerata tra le più celebri e premiate artiste della storia della musica pop, nel corso della sua carriera ha vinto un Grammy Award, dodici Billboard Music Awards, sei MTV Video Music Awards, quattro World Music Awards, un Emmy Award e un American Music Award. È entrata nei Guinness dei Primati per tredici volte e le è stata dedicata una stella nella Hollywood Walk of Fame all'età di 21 anni. Con le vendite mondiali attestate a più di 150 milioni di album e più di 100 milioni di singoli è diventata una delle più importanti figure di riferimento per la musica pop, tanto da guadagnarsi l'appellativo di principessa del pop. Secondo la rivista Billboard, Spears ha profondamente rivoluzionato la musica e la cultura pop internazionale e viene spesso ricordata per aver consacrato la rinascita del teen pop alla fine degli anni novanta e anticipato e influenzato il pop espresso negli anni 2010 con il fortunato album Blackout (2007). Nel 2011 la città di San Francisco ha istituito in onore della cantante la giornata del 29 marzo come Britney Day.
Nel 2021 la rivista Time l'ha indicata come una delle 100 persone più influenti al mondo.

## Biografia
Nata a McComb, è cresciuta a Kentwood, in Louisiana. È la secondogenita di Jamie Parnell Spears e Lynne Irene Bridges, e sorella di Bryan Spears e dell'attrice Jamie Lynn Spears. All'età di tre anni iniziò a seguire lezioni di danza a Kentwood, e venne selezionata per la recita dell'asilo. Durante l'infanzia seguì anche lezioni di ginnastica e canto, e vinse diversi talent show per bambini. Britney Spears esordì su un palco all'età di cinque anni, cantando What Child Is This? alla cerimonia di diploma dell'asilo. Parlando delle sue ambizioni da bambina, Spears ha affermato: «Ero nel mio mondo, [...] Ho scoperto quello per cui sono portata quando ero ancora bambina».

## Carriera

### Gli esordi
A otto anni Britney Spears e sua madre Lynne viaggiarono fino ad Atlanta per partecipare a un'audizione del "The Mickey Mouse Club". Il direttore dei casting, Matt Cassella, le disse che era troppo piccola per partecipare allo show, ma la presentò a Nancy Carson, un'agente di New York. Carson fu molto impressionata dalle doti di Britney e propose la sua iscrizione all'accademia "Professional Performing Arts School"; poco dopo, Lynne e sua figlia si trasferirono in un appartamento subaffittato di New York. Ben presto le venne proposto il suo primo ruolo professionale, come sostituta per la parte di Tina Denmark, nel musical Off-Broadway "Ruthless!" Partecipò anche allo show televisivo "Star Search", oltre ad apparire in diversi spot pubblicitari. Nel dicembre del 1992 entrò a fare parte del "The Mickey Mouse Club"; tra i suoi colleghi c'erano anche altre giovani star come Justin Timberlake, Joshua Chasez (futuro membro degli 'N Sync insieme con Timberlake), Keri Russell, Christina Aguilera e Ryan Gosling. Alla cancellazione dello show, Spears tornò a Kentwood. Si iscrisse così alla Parklane Academy nelle vicinanze di McComb (Mississippi). Ella paragonò la scuola «alla scena di apertura di Ragazze a Beverly Hills con tutta la combriccola. [...] Ero annoiata. Ero la playmaker nella squadra di pallacanestro. Avevo un ragazzo, tornavo a casa e festeggiavo il Natale. Ma volevo di più».
Nel giugno del 1997 si mise in contatto con il manager Lou Pearlman per unirsi al gruppo femminile Innosense. Lynne chiese un'opinione all'amico di famiglia e affermato manager Larry Rudolph, e inviò una registrazione della figlia in cui cantava un brano di Whitney Houston con delle sue fotografie. Rudolph decise di presentarla a diverse case discografiche, che richiedevano un demo professionale. Propose a Spears un brano non utilizzato di Toni Braxton, che la ragazza provò per una settimana e che registrò in uno studio con un ingegnere del suono. In seguito si recò a New York con il demo per incontrare i rappresentanti di quattro case discografiche, per poi tornare a Kentwood lo stesso giorno. Tre delle case discografiche la rifiutarono, sostenendo che il pubblico voleva delle band pop come i Backstreet Boys e le Spice Girls, e che «non ci sarebbe stata un'altra Madonna, un'altra Debbie Gibson, o un'altra Tiffany». Due settimane dopo, i rappresentanti della Jive Records richiamarono Rudolph. Il vicepresidente della A&R Jeff Fenster, parlando dell'audizione di Spears, disse: «È molto raro ascoltare qualcuno che a quell'età riesce a trasmettere tante emozioni e che allo stesso tempo ha un tale appeal commerciale. [...] Per qualsiasi artista la motivazione — l'"occhio della tigre"— è estremamente importante. E Britney ce l'ha». Fu così affiancata al produttore Eric Foster White per un mese; dopo aver ascoltato il materiale realizzato, il presidente Clive Calder diede il via libera per un album completo. Spears inizialmente pensava di ispirarsi alla musica di Sheryl Crow, ma fu d'accordo con i produttori di adottare uno stile più pop, dato che, come dichiarò la stessa cantante, era più sensato fare musica pop, perché poteva anche ballarlo. Volò così ai "Cheiron Studios" a Stoccolma, in Svezia, dove registrò metà album dal marzo all'aprile del 1998 con i produttori Max Martin, Denniz PoP, Rami Yacoub e altri ancora.

### 1998–2000:...Baby One More Time

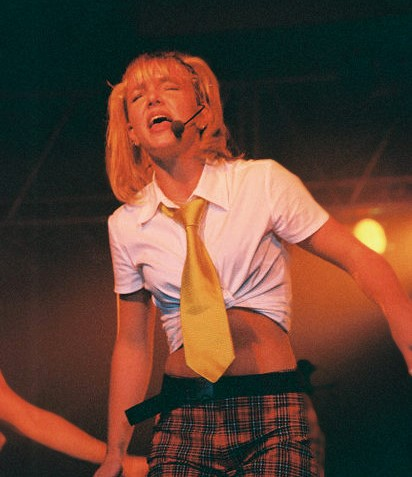
Britney Spears in concerto nel 1999

Tornata negli Stati Uniti Britney intraprese un tour promozionale nei centri commerciali denominato Hair Zone Mall Tour. Gli spettacoli comprendevano quattro canzoni e due ballerini e avevano la durata di circa mezzora. La Jive Records disse che questo tour serviva per far conoscere Spears in vista del suo album di esordio e prepararla per il suo primo vero tour. La ragazza ebbe inoltre l'occasione di aprire alcuni concerti degli 'N Sync. Il suo album di esordio, ...Baby One More Time, fu pubblicato nel gennaio del 1999. Esordì al primo posto della classifica Billboard 200 e dopo solo un mese fu certificato doppio disco di platino dalla RIAA. Mondialmente, l'album raggiunse i vertici delle classifiche di quindici paesi e vendette più di dieci milioni di copie in un anno. Nel 2013 divenne l'album più venduto di sempre da una solista adolescente. L'omonima canzone fu pubblicata come singolo di lancio. Originariamente la Jive Records voleva creare un video musicale animato, ma la Spears suggerì l'idea finale di una studentessa con indosso l'uniforme di una scuola cattolica. Il singolo vendette 500 000 copie nel primo giorno di vendita, e raggiunse la vetta della Billboard Hot 100, rimanendovi per due settimane consecutive. Il brano fu candidato ai Grammy Award nella categoria "Best Female Pop Vocal Performance". Spears fu candidata anche come "Best New Artist", premio però vinto da Christina Aguilera. Il singolo rimase in vetta alla classifica del Regno Unito, e divenne il singolo venduto più velocemente da parte di un'artista donna con più di 460 000 copie. Successivamente sarebbe stato indicato come il venticinquesimo singolo di maggior successo nella storia della classifica britannica. (You Drive Me) Crazy fu pubblicato come terzo singolo e aiutò l'album a superare i 26 milioni di copie in termini di vendite. L'"American Family Association" (AFA) criticò pesantemente una cover che Spears realizzò per la rivista Rolling Stone nell'aprile del 1999, per via dell'abbigliamento succinto della cantante. Questo servizio fotografico, firmato David LaChapelle, segnò anche un cambiamento di immagine di Spears, che abbandonò il look da brava ragazza della porta accanto per adottare un look più adulto e provocante. L'associazione si riferì all'episodio definendolo «un mix disturbante di innocenza infantile e sessualità adulta», e incitò «gli americani amanti di Dio a boicottare i negozi che vendono gli album di Britney». Britney rispose alle accuse commentando: «Cosa c'è di così grave? Ho dei sani principi. [...] Lo farei di nuovo. Pensavo che le immagini andassero bene. Ed ero stanca di essere sempre paragonata a Debbie Gibson e a tutto questo "bubblegum pop"». L'album ...Baby One More Time, solo negli Stati Uniti, fu certificato quattordici volte disco di platino, vendendo mondialmente 20 milioni di copie. Nel dicembre del 1999 Spears ricevette quattro premi da Billboard, tra cui quello di "Artista Femminile dell'Anno", e nel gennaio del 2000 fu premiata come miglior artista pop rock esordiente agli American Music Award.
Il 28 giugno 1999 partì il suo primo tour, il ...Baby One More Time Tour, che fu accolto positivamente dalla critica. Un'estensione del tour, intitolata "Crazy 2k", seguì a marzo del 2000; nei concerti Spears presentò alcuni brani dal suo secondo album.
Il video di ...Baby One More Time è stato certificato da VEVO per avere raggiunto le 100 milioni di visualizzazioni il 19 aprile 2014, e ha raggiunto il miliardo di visualizzazioni nel 2024.

### 2000–2001:Oops!... I Did It Again
Oops!... I Did It Again, il secondo album di Spears, fu pubblicato nel maggio del 2000. Esordì negli Stati Uniti alla prima posizione, vendendo 1,3 milioni di copie nella sua prima settimana, per un totale di 24 milioni di copie vendute mondialmente di cui 10,5 milioni solo negli Stati Uniti, in cui l'album è stato certificato disco di diamante. L'omonimo singolo di lancio dell'album raggiunse la prima posizione nelle classifiche di Australia, Nuova Zelanda, Regno Unito e altri paesi europei. Esso fu il più trasmesso in radio in un solo giorno, record però battuto nel 2005 da Mariah Carey con We Belong Together. Il brano era molto simile al singolo di esordio pubblicato due anni prima, ma ricevette dai critici dei giudizi più lusinghieri. A questo nuovo album collaborò anche Shania Twain, che insieme con il marito Mutt Lange scrisse il singolo Don't Let Me Be the Last to Know, con ovvie influenze country. Album e singolo furono candidati ai Grammy Award rispettivamente nelle categorie "Best Pop Vocal Album" e "Best Female Pop Vocal Performance". Nell'estate dello stesso anno la cantante lanciò il suo primo tour mondiale, l'Oops!...I Did It Again World Tour, che guadagnò 40,5 milioni di dollari, e scrisse insieme con la madre il libro "Britney Spears' Heart-to-Heart". Il 7 settembre del 2000 si esibì agli MTV Video Music Awards con il medley Satisfaction / Oops!...I Did It Again. Durante l'esibizione si strappò il vestito nero che indossava per mostrarne uno color carne. I critici bollarono il gesto come "provocatorio", altro segnale dell'imminente e repentino cambiamento di immagine dell'artista.
Oops...I did it again! ha raggiunto il miliardo di riproduzioni su Spotify nel 2024.

### 2001–2003:Britneye l'esordio nel cinema

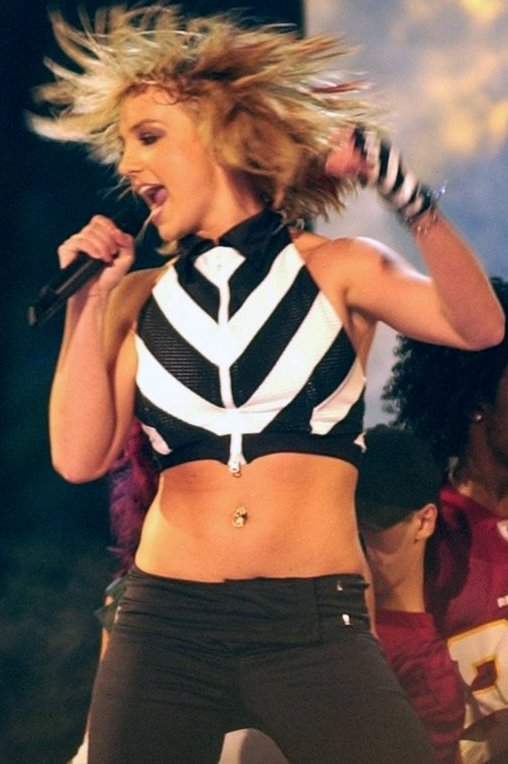
Britney Spears si esibisce al National Mall di Washington nel 2003

Nel 2001 la cantante strinse un accordo da circa 8 milioni di dollari con la Pepsi-Cola, della quale divenne testimonial, e pubblicò un secondo libro co-scritto con la madre, intitolato "A Mother's Gift". Il giorno prima degli attentati dell'11 settembre 2001 duettò con Michael Jackson nel brano The Way You Make Me Feel al Madison Square Garden a New York, in occasione del 30º anniversario della carriera solista di Jackson. Sempre in quel periodo la cantante, insieme con altri suoi colleghi come Gwen Stefani, Nelly Furtado, Beyoncé e molti altri, incise il brano What's Going On (Artists Against AIDS Worldwide), per raccogliere dei fondi da destinare alla lotta contro l'AIDS. L'incisione avvenne poco dopo i fatti dell'11 settembre a New York e venne deciso di tributarla anche alle vittime di quell'attentato terroristico.
Il suo terzo album, Britney, fu pubblicato nel novembre dello stesso anno; il disco esordì alla prima posizione della Billboard 200 e in Canada, raggiunse le prime cinque posizioni nelle classifiche di Australia, Regno Unito e molti paesi europei. Negli Stati Uniti vendette 746 000 copie nella prima settimana. Nel mondo il disco ha venduto 13,6 milioni di copie, di cui 5 milioni negli Stati Uniti.. L'album ottenne due candidature ai Grammy Award - "Best Pop Vocal Album" e "Best Female Pop Vocal Performance" per il singolo Overprotected - e nel 2008 fu inserito nella classifica "100 Best Albums from the Past 25 Years" di Entertainment Weekly's.
Il 28 gennaio 2001 si esibì durante l'Halftime Show del Super Bowl.
Il primo singolo dell'album, I'm a Slave 4 U, divenne mondialmente una hit da top-ten. L'esibizione di Spears agli MTV Video Music Awards del 2001 coinvolgeva una tigre in gabbia e un pitone albino appeso alle sue spalle. Fu un'esibizione pesantemente criticata dall'organizzazione PETA, che sostiene la lotta contro il maltrattamento e lo sfruttamento degli animali. Per promuovere l'album, Britney partì con il Dream Within a Dream Tour, che guadagnò 43,7 milioni di dollari e fu elogiato dalla critica per le sue innovazioni tecniche. In termini di vendite, fu il secondo tour del 2002 per un'artista donna, dietro al "Farewell Tour" di Cher. Il successo della carriera di Spears fu sottolineato da Forbes nel 2002, quando fu eletta la celebrità più potente del mondo. A febbraio del 2002 esordì come attrice nel film Crossroads - Le strade della vita. Nonostante il film sia stato pesantemente stroncato, alcuni critici elogiarono Spears per le sue doti recitative, e l'artista vinse un premio come Miglior attrice emergente. "Crossroads", che aveva avuto un budget di 12 milioni di dollari, ne guadagnò mondialmente oltre sessantuno, di cui circa trentasette nei soli Stati Uniti.
Nel giugno del 2002 Spears aprì il suo primo ristorante, "NYLA", a New York, ma a novembre abbandonò il progetto, citando una cattiva gestione e «le mancanze dell'amministrazione nel tenerla sempre aggiornata». Nel luglio dello stesso anno, Britney annunciò il suo ritiro dalle scene per una pausa di sei mesi; invece, tornò in studio di registrazione a ottobre per incominciare la registrazione del nuovo album. Pubblicò inoltre il suo terzo libro (stavolta scritto in solitaria), intitolato Stages, sorta di diario tenuto durante le date dei suoi tour.

### 2003–2005:In the Zonee la raccoltaGreatest Hits: My Prerogative

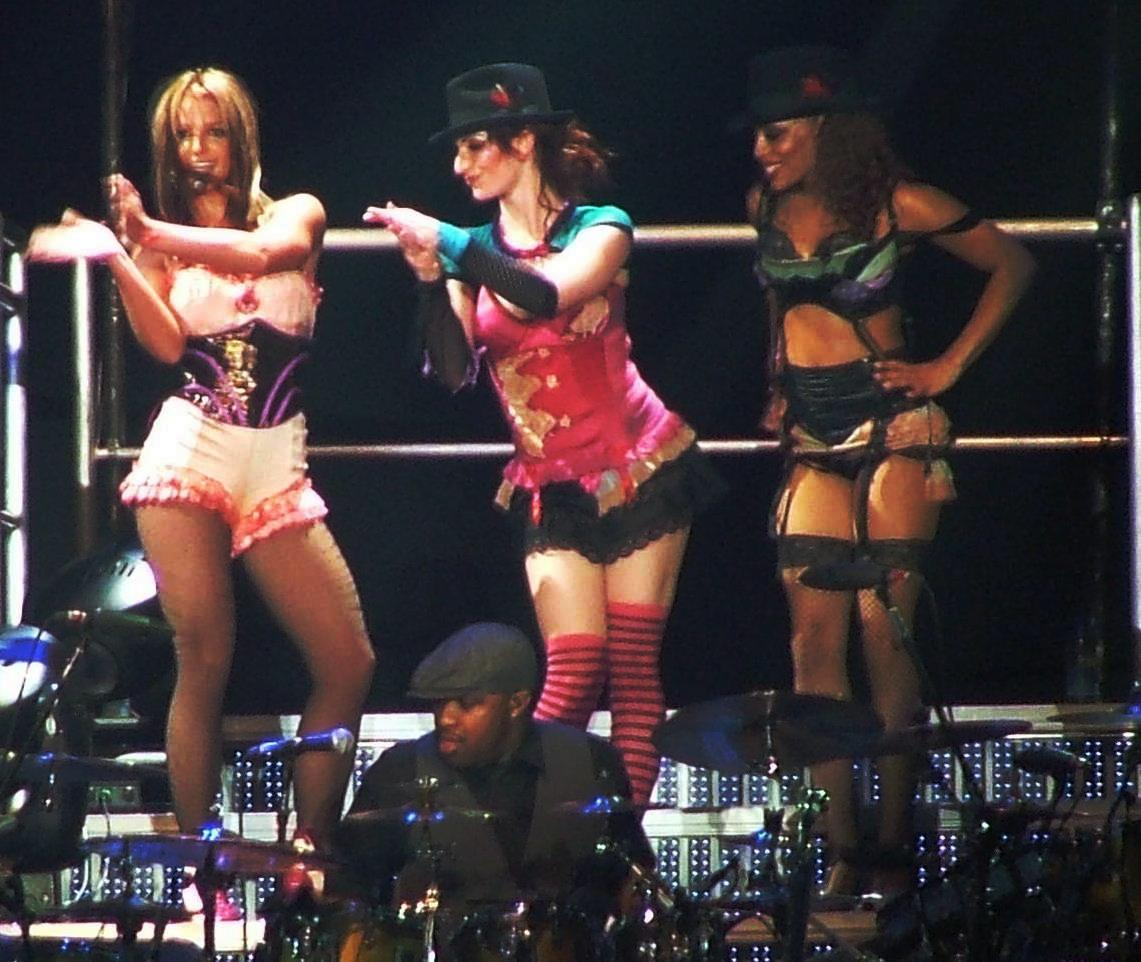
Spears si esibisce in una tappa dell'Onyx Hotel Tour

Nel dicembre del 2002, Justin Timberlake pubblicò il singolo Cry Me a River, nel cui video appare una sosia di Britney; questo alimentò le voci su un presunto tradimento da parte della popstar. In risposta, Britney scrisse la ballata Everytime con l'amica e corista Annet Artani. Il testo della canzone presenta un chiaro riferimento al video di Timberlake: "I may have made it rain/ Please forgive me/ My weakness caused you pain/ And this song's my sorry" (Forse ho fatto sì che piovesse/ Per favore perdonami/ La mia debolezza ti ha causato dolore/ E questa canzone è il mio "mi dispiace").
Il 28 agosto 2003 aprì gli MTV Video Music Awards con Christina Aguilera, cantando Like a Virgin. A metà esibizione furono raggiunte da Madonna che durante la performance del suo singolo Hollywood baciò prima Spears e, in un secondo momento, Aguilera. L'avvenimento fu pesantemente pubblicizzato, osannato e criticato, segnando ancora una volta la storia della musica pop a livello internazionale, trasformandosi in un altro momento iconico nella carriera della cantante (e oscurando quasi del tutto la collega/rivale Christina Aguilera).
Nel novembre del 2003 uscì In the Zone, il suo quarto album, alla produzione del quale parteciparono artisti come Moby, R. Kelly, il duo svedese Bloodshy&Avant, P. Diddy e il meno noto RedZone. Questa volta Spears assunse un maggiore controllo creativo nella produzione del disco, scrivendo e co-producendo la maggior parte del materiale. Il magazine "Vibe" lo definì «Un disco dance estremamente baldanzoso che mostra i miglioramenti di Spears come scrittrice». NPR (National Public Radio) lo indicò come uno dei cinquanta dischi più importanti del decennio, aggiungendo che «la storia decennale di impeccabile pop artigianale è scritta sul corpo dei suoi lavori». Nella prima settimana di vendita, In the Zone vendette 609 000 copie nei soli Stati Uniti ed esordì in vetta alla classifica Billboard 200, rendendo Spears la prima artista donna nella storia di SoundScan ad avere i suoi primi quattro album in studio che hanno esordito in prima posizione. Ha esordito al primo posto anche nella classifica degli album in Francia e nelle prime dieci posizioni in quelle di Belgio, Danimarca, Svezia e Paesi Bassi. In tutto il mondo, è arrivato a vendere più di 10 milioni di copie. Dall'album furono estratti i singoli Me Against the Music, in collaborazione con Madonna; Toxic, che ha portato Britney a vincere il suo primo Grammy Award nella categoria "Best Dance Recording"; Everytime e Outrageous.
Toxic ha raggiunto nel 2023 il miliardo di riproduzioni su Spotify.

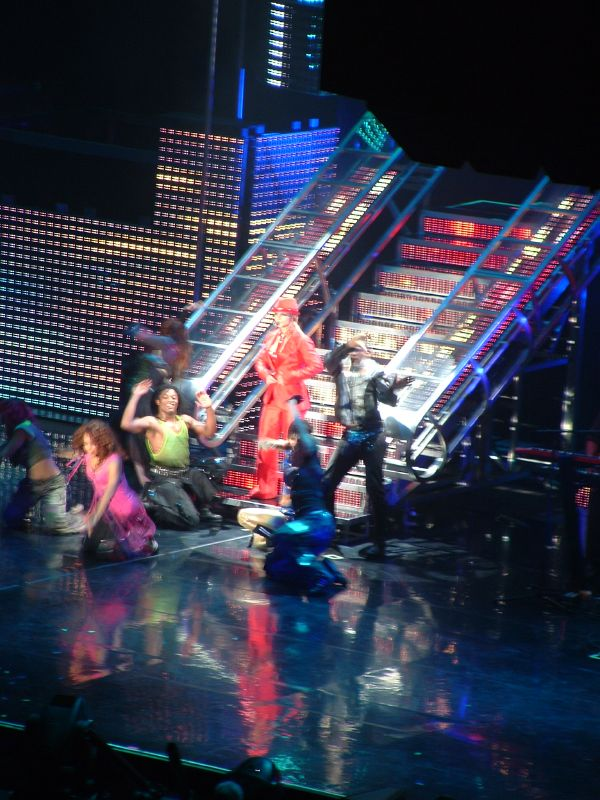
Britney Spears durante l'Onyx Hotel Tour

Nel marzo del 2004 Spears partì con il The Onyx Hotel Tour in supporto dell'album In the Zone. L'8 giugno dello stesso anno, Britney cadde e si ferì al ginocchio sinistro durante le riprese per il video del singolo Outrageous. Fu immediatamente portata in ospedale, dove i dottori eseguirono una risonanza magnetica e trovarono della cartilagine fluttuante. Il giorno seguente Spears subì un intervento di chirurgia artroscopica. Fu obbligata a tenere per sei settimane il gesso alla coscia, e in seguito a fare da otto a venti settimane di riabilitazione: questo causò la cancellazione di tutte le tappe successive del tour. Nell'autunno del 2004 si sposò con il ballerino Kevin Federline. Poco dopo, pubblicò il suo primo profumo in collaborazione con Elizabeth Arden, "Curious", il profumo della compagnia più venduto nella prima settimana. A ottobre, Britney annunciò di volersi prendere una pausa per metter su famiglia. Greatest Hits: My Prerogative è il titolo del suo primo greatest hits, pubblicato nel novembre del 2004; la raccolta raggiunse il quarto posto della classifica Billboard 200, con 255 000 copie vendute nella prima settimana. Come singolo di lancio fu pubblicata My Prerogative, cover del brano di Bobby Brown; la canzone raggiunse la vetta delle classifiche di Finlandia, Irlanda, Italia e Norvegia. Il secondo singolo, Do Somethin', arrivò nelle prime dieci posizioni delle classifiche di Australia, Regno Unito e altri paesi europei. Inoltre Britney fu co-regista, sotto lo pseudonimo di Monna Lisa, del suo videoclip ’’Do somethin’’. Nel mondo la raccolta ha venduto circa 8 milioni di copie. Alla fine del 2004, Spears presentò alla radio KIIS-FM di Los Angeles una nuova demo intitolata Mona Lisa. La demo avrebbe dovuto essere il primo singolo di un nuovo album, intitolato Original Doll, ma la casa discografica della popstar ne cancellò la pubblicazione per la gravidanza della cantante. Nella primavera del 2005 partì su una rete televisiva statunitense, UPN, Britney and Kevin: Chaotic, reality show dedicato a Britney e al marito; in Italia fu trasmesso da Sky. La coppia produsse tutti e cinque gli episodi del programma che fu seguito da circa tre milioni di spettatori e stroncato da molti critici. A settembre dello stesso anno lo show fu pubblicato in DVD, insieme con un Ep della cantante contenente il singolo Someday (I Will Understand), il relativo video e altri brani inediti.
Il 14 settembre del 2005 nacque il primo figlio di Spears e di Federline, Sean Preston Federline. Nel novembre del 2005 fu pubblicata una raccolta di remix, intitolata B in the Mix: The Remixes. La raccolta, a causa della scarsa promozione, non raggiunse buone posizioni nelle classifiche mondiali; negli Stati Uniti si fermò alla posizione 134 della Billboard 200 con 14 000 copie vendute nella prima settimana, ma arrivò alla quarta posizione della Dance/Electronic Albums.. Nel mondo il suo Ep e l'album di remix vendettero circa 2 milioni di copie nel totale. Il mese successivo, apparì come guest star nell'episodio "Tutto è in vendita" del telefilm Will & Grace nella parte di Amber Louise. Nell'agosto dello stesso anno, Britney, incinta del secondo figlio, posò nuda per la copertina del numero di "Harper's Bazaar". L'immagine fu paragonata a quella di Demi Moore sulla copertina dell'agosto 1991 di Vanity Fair. Ha partorito il secondo figlio, Jayden James Federline, il 12 settembre del 2006.

### 2007–2009: il successo diBlackouteCircus

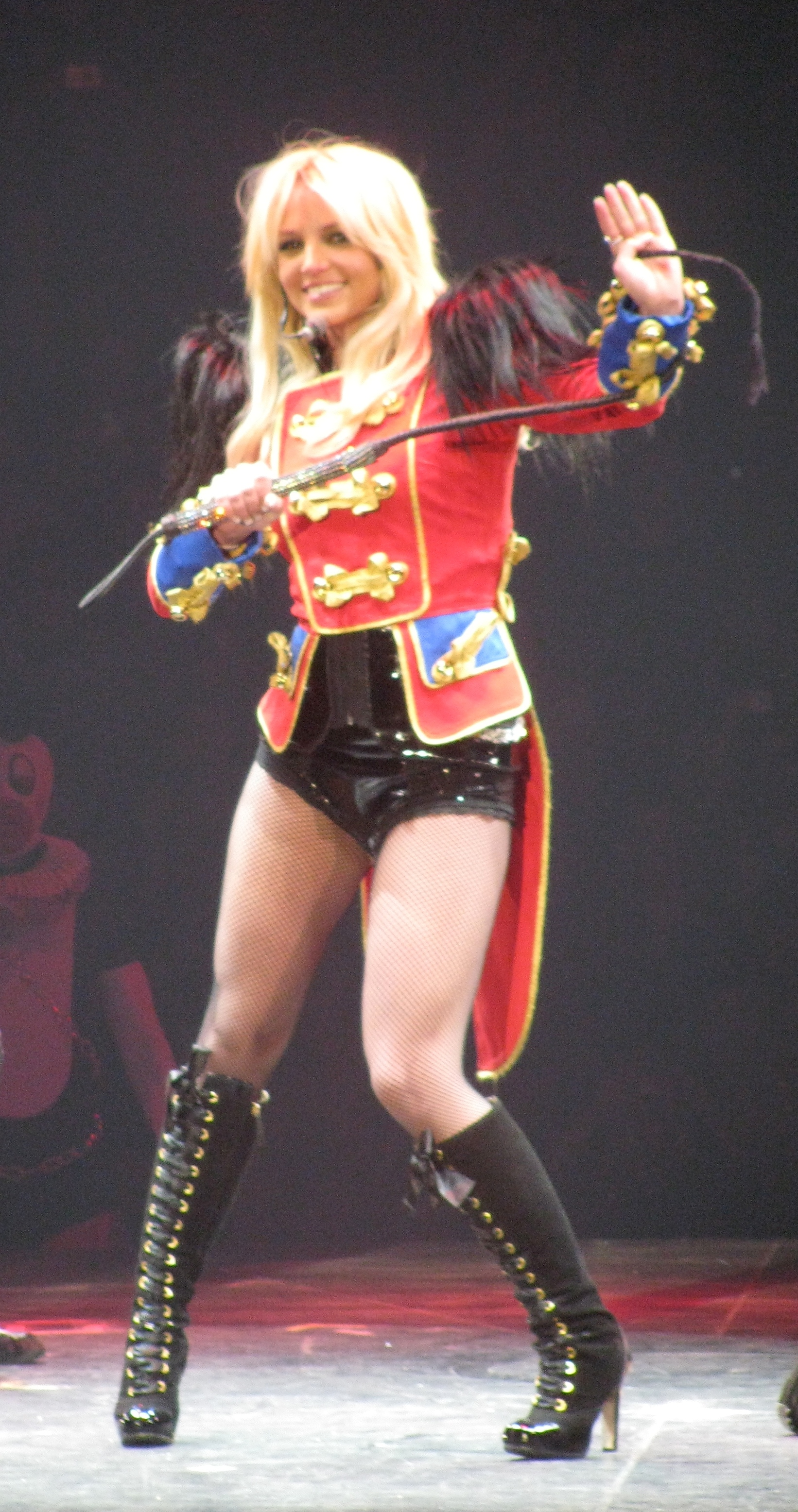
Spears esegue il brano di apertura del The Circus: Starring Britney Spears nel 2009

Nel maggio del 2007 tenne una serie di concerti promozionali nei locali House of Blues, che furono intitolati The M+M's Tour. A ottobre 2007 pubblicò il suo quinto album in studio, Blackout. Dello stesso album Blackout Spears fu inoltre executive producer. L'album ha esordito in prima posizione nelle classifiche di Canada e Irlanda, e alla seconda posizione della Billboard 200, di Francia, Giappone, Messico e Regno Unito; ha raggiunto le prime dieci posizioni delle classifiche di Australia, Corea, Nuova Zelanda e diversi paesi europei. Negli Stati Uniti, Spears divenne l'unica artista donna ad avere i suoi primi cinque album nelle prime due posizioni della classifica degli album. Blackout ha venduto mondialmente 4,1 milioni di copie. Peter Robinson del periodico The Observer disse: «Britney ha partorito il miglior album della sua carriera, alzando il livello della musica pop moderna unendola con un mix incendiario alle sonorità di "Shock Value" di Timbaland e il suo stesso repertorio passato». Dennis Lim della rivista Blender commentò: «Il quinto album di Spears è il più consistente, un insieme continuo di elettropop sfacciato e luminoso». Blackout vinse nella categoria "Album of the Year" agli MTV Europe Music Awards del 2008 e fu incluso nella classifica "Best Pop Album of the Decade" stilata dal Times al quinto posto. L'album vendette 438 000 copie nella prima settimana di vendita, di cui 290 000 negli Stati Uniti. Spears presentò il singolo di lancio dell'album, Gimme More, agli MTV Video Music Awards del 2007, con un'esibizione molto criticata dove la cantante sembrava confusa e appesantita. David Willis della BBC affermò che l'esibizione sarebbe «entrata nella storia come una delle peggiori esibizioni di MTV». Nonostante la disastrosa esibizione, il singolo balzò subito in vetta a numerose classifiche mondiali, raggiungendo la vetta della classifica canadese e le prime dieci posizioni degli altri paesi, diventando uno dei dieci maggiori successi della sua carriera. A gennaio 2008 venne pubblicato il secondo singolo, Piece of Me, che ha raggiunto la vetta della classifica irlandese e le prime cinque posizioni nelle classifiche australiana, canadese, danese, neozelandese e del Regno Unito. Piece of Me è stato certificato disco di platino negli Stati Uniti. Il terzo singolo, Break the Ice, pubblicato l'anno seguente, è anche certificato Platino negli Stati Uniti; il video è stato realizzato interamente sotto forma di cartone animato giapponese.
L'album ha vinto importanti premi, tra i quali "Miglior Album Internazionale" agli NRJ Awards di Parigi.

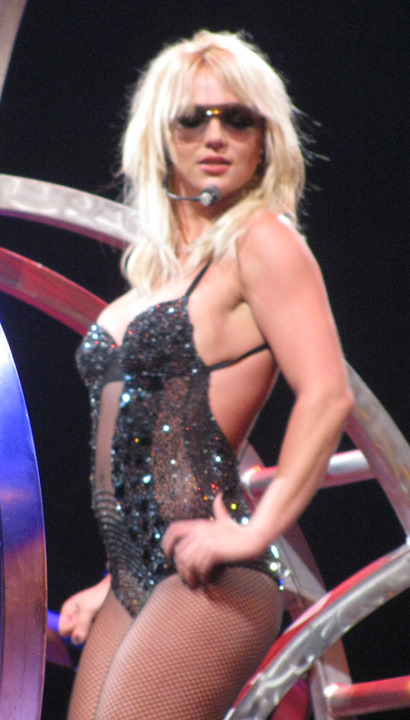
Britney Spears si esibisce con Do Somethin' durante il The Circus: Starring Britney Spears

Il quarto singolo avrebbe dovuto essere Radar, accompagnato da un video girato a Londra. La promozione di questo quarto singolo fu però bloccata dato che Spears stava già lavorando al suo sesto album di studio.
A marzo del 2008, apparve come guest star nell'episodio "Dieci sedute" della serie televisiva "How I Met Your Mother" come la receptionist Abby. La sua partecipazione (che si estese a un secondo episodio girato dall'artista) ottenne critiche positive, e portò alla serie il più alto numero di ascolti di sempre. L'11 giugno 2008 la Jive Records confermò che non sarebbe stato estratto nessun altro singolo da Blackout e che la promozione del quinto album della cantante era terminata da quando Spears aveva cominciato a registrare il nuovo album. Il 7 settembre Spears aprì gli MTV Video Music Awards con uno sketch comico pre-registrato assieme a Jonah Hill e un discorso di introduzione. In quell'occasione vinse nelle categorie "Best Female Video", "Best Pop Video" e "Video Of The Year" per Piece of Me.
Il suo sesto album, dal titolo Circus, fu pubblicato nel dicembre del 2008. La critica diede giudizi positivi sul disco; secondo Metacritic, ottenne una votazione di 64/100. L'album esordì al primo posto nelle classifiche di Canada, Repubblica Ceca e Stati Uniti, e nelle prime posizioni in diversi paesi europei. Negli Stati Uniti, Spears divenne la più giovane artista donna ad avere cinque album che hanno esordito in prima posizione nella Billboard 200, guadagnandosi un posto nel "Guinness Book of World Records". Divenne anche la sola artista nella storia di Soundscan ad avere quattro album che hanno venduto 500 000 o più copie nella sola prima settimana di vendita. Circus divenne uno degli album a vendere più velocemente nell'anno, e nel mondo ha venduto 8,3 milioni di copie. Il singolo di lancio, Womanizer, divenne la sua prima numero uno nella Billboard Hot 100 dai tempi di ...Baby One More Time, vendendo 286 000 copie in una sola settimana con il download digitale, e arrivò in prima posizione nelle classifiche di Belgio, Canada, Danimarca, Finlandia, Francia, Norvegia e Svezia. Fu anche candidato ai Grammy Award nella categoria "Best Dance Recording". Nel marzo del 2009 Spears partì con il tour The Circus: Starring Britney Spears, che guadagnò 131,8 milioni di dollari, divenendo il quinto tour dell'anno in termini di vendite (il primo per un'artista donna). Il secondo singolo estratto dall'album, Circus, esordì alla terza posizione della Billboard Hot 100, diventando il singolo della cantante con l'esordio più elevato in quella classifica, vendendo nel mondo 5,5 milioni di copie. Il 12 marzo 2009, sul sito web della cantante fu presentato il video del terzo singolo estratto da Circus, If U Seek Amy, diretto dal regista Jake Nava. If U Seek Amy è una delle tracce più controverse dell'album; ancora prima di uscire, fece già parlare di sé: infatti foneticamente, in lingua irlandese/inglese, "If U Seek Amy" (Se Tu Cerchi Amy) suona allo stesso modo dello spelling di "F.U.C.K. ME". Il quarto singolo estratto da Circus fu Radar, traccia già presente nel precedente album Blackout e riproposta come bonus track. FHM 2009 ha eletto Spears come la quarta donna più sexy del mondo. Ai Teen Choice Awards del 2009 Spears ha ricevuto il più importante premio alla carriera mai consegnato a un artista nella storia dei Teen Choice Awards intitolato "Ultimate Choice Award".

### 2009–2011:The Singles CollectioneFemme Fatale

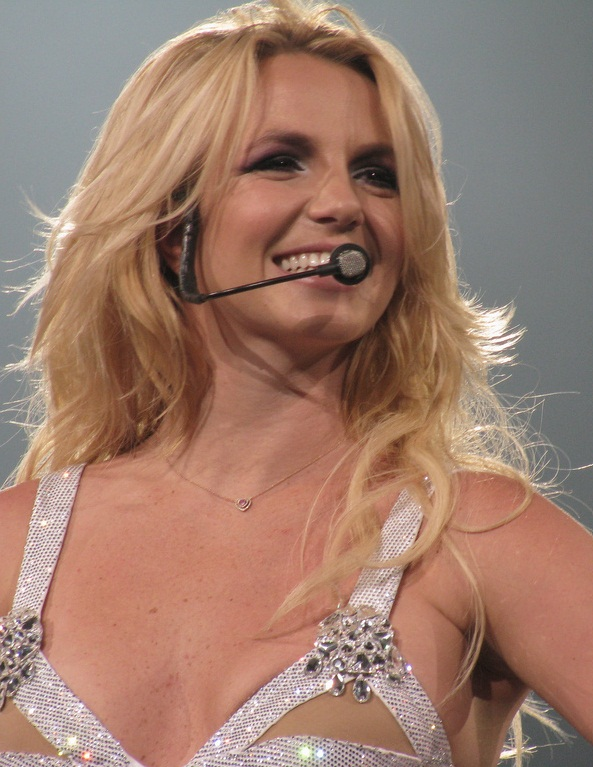
Britney durante il Femme Fatale Tour

Per la celebrazione del decimo anniversario dell'esordio sulle scene musicali di Spears a novembre del 2009 fu pubblicata la seconda raccolta della popstar, The Singles Collection. Il singolo di lancio, 3, divenne la sua terza numero uno negli Stati Uniti, e fu la prima canzone in tre anni a esordire in vetta alla classifica. In quel periodo Spears disegnò una linea di vestiti in edizione limitata per il marchio Candie's, che fu disponibile dal luglio del 2010.
A settembre del 2010 fa un'apparizione nell'episodio di Glee Britney/Brittany, che vede il cast del telefilm realizzare le reinterpretazioni di cinque fra i più famosi brani della cantante, fra cui ...Baby One More Time, Toxic e I'm a Slave 4 U. L'episodio resta il più visto della serie televisiva, con oltre 13,5 milioni di telespettatori. A marzo del 2010 fu confermato dalla casa discografica di Britney che un nuovo album della cantante era entrato in produzione, ma non fu rivelata nessuna data precisa di pubblicazione. Maggiori informazioni vennero pubblicate a maggio dello stesso anno, quando un suo rappresentante rivelò al magazine People come Spears stesse lavorando al suo settimo album di inediti già dalla fine del suo ultimo tour mondiale. All'inizio di settembre, furono annunciati Dr. Luke e Max Martin come produttori esecutivi dell'album. Lo stesso mese, Dr. Luke, riguardo al progetto, rivelò a Billboard di essere ancora all'inizio del processo creativo, ma di sapere di volere un suono più "pesante, più elettronico". Successivamente rivelò al "The Hollywood Reporter" che l'album avrebbe dovuto essere pronto per i primi mesi del 2011. Il 2 dicembre, giorno del suo ventinovesimo compleanno, Spears confermò sul suo profilo Twitter che l'album verrà pubblicato a marzo 2011; il singolo di lancio, Hold It Against Me, è stato inviato alle radio e reso disponibile per il download digitale l'11 gennaio. La canzone ha esordito direttamente al primo posto nella classifica statunitense vendendo nella sua prima settimana 411 000 copie, battendo il record di Taylor Swift che aveva venduto 325 000 copie. Il 2 febbraio 2011 Britney ha annunciato sul suo profilo Twitter il titolo del settimo album, Femme Fatale, presentandone anche la copertina; il disco è stato reso disponibile dal 29 marzo. L'album ha esordito alla posizione numero uno della Billboard 200, diventando il sesto album di Spears a esordire alla prima posizione. Il secondo singolo dell'album, Till the World Ends, è stato pubblicato il 4 marzo 2011. Il brano ha ritenuto un buon successo nel mondo tanto da arrivare alla posizione numero 3 della World Chart.
Secondo una classifica stilata da Rolling Stone, Till the World Ends è il terzo miglior brano del 2011. Il 23 aprile 2011 viene pubblicato un remix del singolo insieme con la rapper Nicki Minaj e la popstar Ke$ha, nonché scrittrice del singolo. Il remix, oltre a essere arrivato alla posizione numero tre della Billboard Hot 100, è stato eseguito ai Billboard Music Awards 2011 e nel Femme Fatale Tour della stessa Britney. Il 14 giugno 2011 viene pubblicato il terzo singolo estratto dall'album, I Wanna Go. Nello stesso mese esordì nella top 40 della classifica americana e ciò la rese la terza artista donna degli ultimi tredici anni ad avere più singoli (precisamente 21 singoli) che hanno esordito nella top 40 di quella classifica. Nel mese di agosto, raggiunse la top ten nella stessa classifica, e per la prima volta Spears ha avuto tre singoli provenienti dallo stesso album nella top ten americana. Il 30 settembre 2011 entra in rotazione radiofonica il quarto singolo, Criminal. Il video del singolo suscitò molte polemiche nel Regno Unito, dove la Hackney London Borough Council affermò che la cantante all'interno del video "promuove la violenza con una pistola"; tutto ciò portò Spears a scusarsi se il concetto del video era stato frainteso e a fare una donazione al concilio. A fine 2011 la classifica Billboard's 2011 Year End posizionò la cantante alla quattordicesima posizione nella lista "Artist of the Year", trentaduesima nella "Billboard 200 Artists" e decima nella "Billboard Hot 100 Artists". Alcuni critici, tra cui anche la rivista Rolling Stone, hanno nominato Till the World Ends come uno dei singoli più belli del 2011. Femme Fatale vende in tutto il mondo 4 milioni di copie. Il 16 giugno 2011 a Sacramento ha inizio il The Femme Fatale Tour, suo quinto tour mondiale, che conterà ben 79 date; di questo tour Spears figura anche tra i coreografi, nonché executive producer della successiva edizione per home video del suddetto tour.

### 2011–2012:B in the Mix: The Remixes Vol. 2e la parentesi diThe X Factor

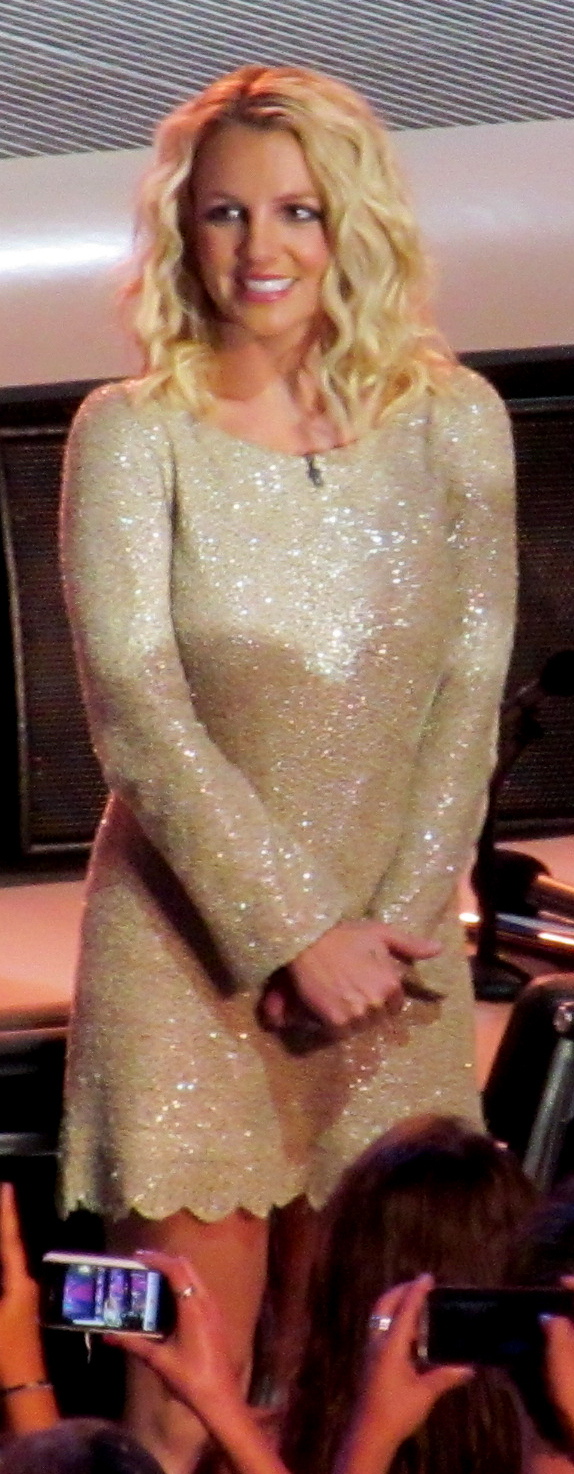
Spears durante una puntata di X-Factor nel 2012

Il 9 settembre 2011 Spears annunciò la pubblicazione del suo secondo album di remix, intitolato B in the Mix: The Remixes Vol. 2, che venne pubblicato il 7 ottobre. Lo stesso giorno la RCA Music Group annunciò la fusione tra la Jive Records, la Arista Records e la J Records, quindi Spears (e tutti gli altri artisti che precedentemente erano segnati a una delle tre etichette) pubblicherà nuovo materiale sotto l'etichetta discografica RCA.
Nel 2011 e nel 2013 condusse con Ryan Seacrest il Wango Tango Festival. Nel febbraio 2012 Simon Cowell si mise in contatto con Britney per averla come giudice nella nuova stagione di X-Factor USA. Cowell e i produttori dello show accettarono di pagarla 15 milioni di dollari per una stagione e aggiunsero anche che Trawick sarebbe stato uno dei produttori della prima stagione. Britney collaborò con Hasbro per la distribuzione di una versione esclusiva di Twister Dance, che include un remix del singolo Till the World Ends. Britney realizzò anche uno spot pubblicitario, diretto da Ray Kay, per promuovere il gioco. Il 21 novembre 2012 viene pubblicato il singolo prodotto in collaborazione con will.i.am, intitolato Scream & Shout. Il 28 novembre uscì il video della canzone, diretto da Ben More, collaboratore storico dei Black Eyed Peas.

### 2013–2015:Britney Jeane la residencyBritney: Piece of Me
Nella prima metà del 2013, Britney stessa affermò di aver incominciato a lavorare a un nuovo album. Come produttore esecutivo dell'ottavo album venne scelto will.i.am e, come dichiarò lui stesso, il nuovo album avrebbe contenuto sonorità hip-hop.
Il 17 maggio 2013 venne pubblicata online una nuova canzone di Britney Spears, Ooh La La, destinata a essere la colonna sonora del film di animazione I Puffi 2. La canzone venne pubblicata il 17 giugno dello stesso anno, durante la trasmissione radiofonica On Air With Ryan Seacrest di Ryan Seacrest.

A settembre 2013 Britney annunciò sul suo profilo Twitter che Work Bitch sarebbe stato il primo singolo. Work Bitch fu presentata il 15 settembre su iHeartRadio a causa della pubblicazione in rete di una versione in bassa qualità del brano. Alla pubblicazione su iTunes, il singolo raggiunse la prima posizione delle classifiche di quaranta paesi, tra cui l'Italia, mentre negli Stati Uniti si classificò secondo dopo Wrecking Ball di Miley Cyrus. Il video di Work Bitch fu certificato da VEVO per avere raggiunto i 100 milioni di visualizzazioni il 16 marzo 2014.

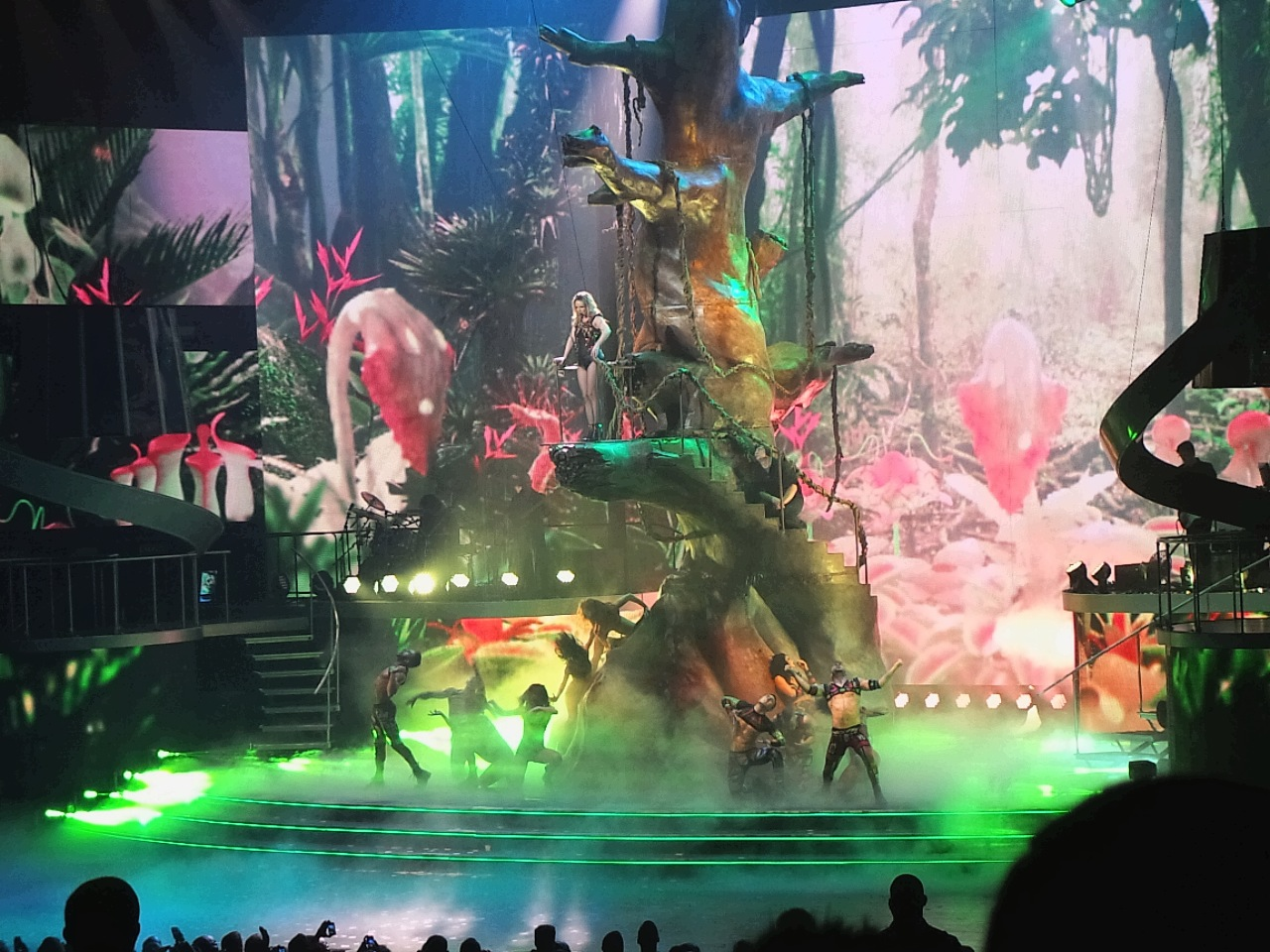
La scenografia dei concerti a Las Vegas, dove Britney si è esibita con lo spettacolo Britney: Piece of Me

Quando il countdown del sito terminò, ci fu la diretta al Good Morning America. Spears annunciò durante il programma che l'ottavo album sarebbe stato pubblicato il 3 dicembre 2013. Inoltre Britney annunciò l'imminente residency show a Las Vegas presso il Planet Hollywood Casino. Gli show, come annunciò la cantante, avrebbero avuto inizio il 27 dicembre 2013 e sarebbero durati fino al 2017.
Il 15 ottobre 2013, durante un'intervista per la radio britannica Capital FM, annunciò il titolo del nuovo album, Britney Jean, e svelò il titolo di un'altra traccia presente nel disco, Alien prodotta da William Orbit. Il 25 ottobre Spears confermò che il secondo singolo del suo ottavo album sarebbe stato Perfume, uscito il 4 novembre.
L'esordio dell'album nella classifica americana Billboard avvenne alla numero 4, con una vendita pari a 107 000 copie. Nel resto del mondo l'album vendette 15 300 copie in Germania, 13 000 nel Regno Unito, 17 600 in Francia, 16 500 in Canada, 16 000 in Giappone e 6 000 in Italia.
Nel mondo Britney Jean ha venduto circa 280 000 copie all'esordio e più di un milione in totale.

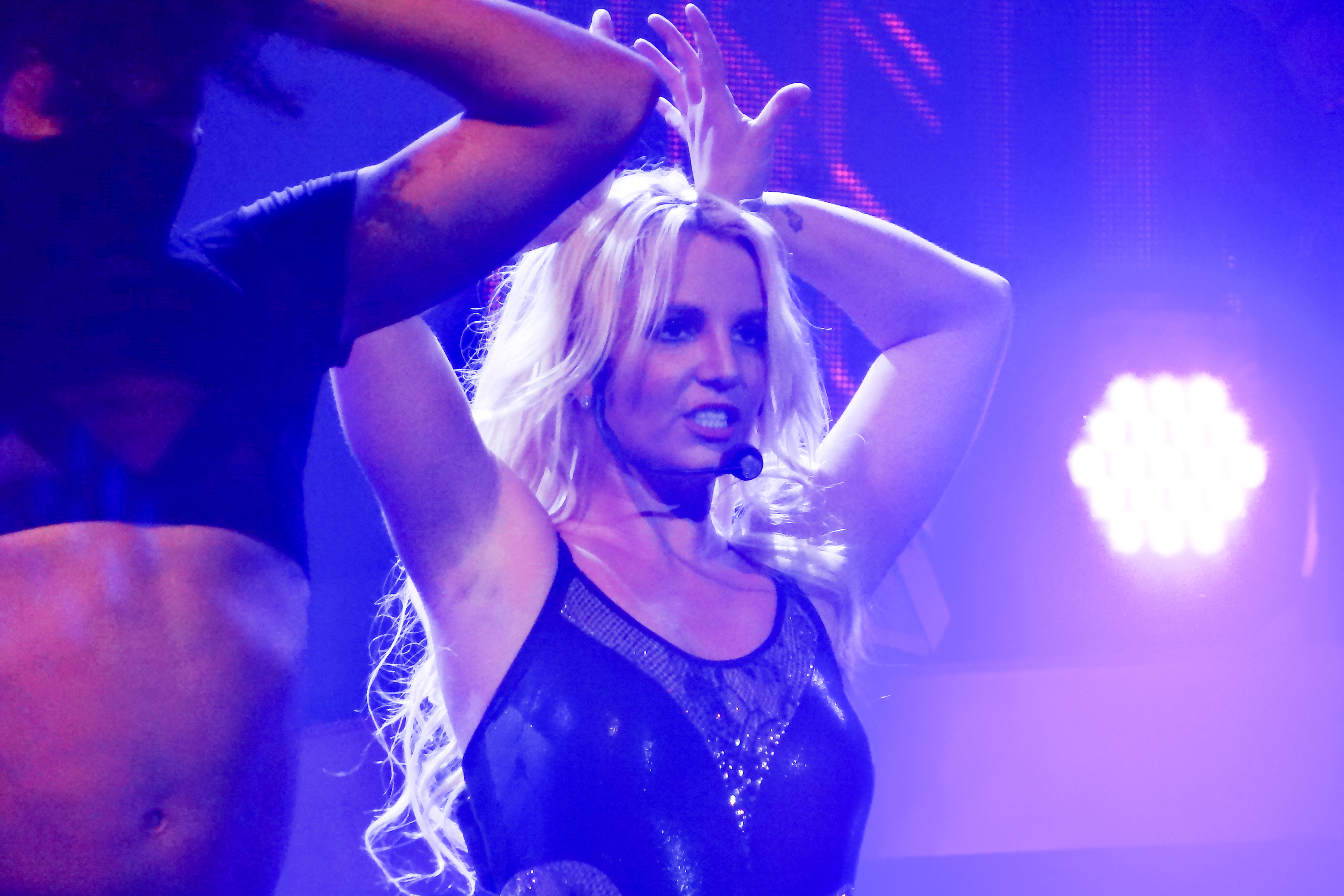
L'esibizione di I'm a Slave 4 U a Las Vegas

 Il 28 agosto 2014 venne reso noto che Spears avrebbe rinnovato il suo contratto con la RCA e che avrebbe incominciato a scrivere e registrare nuova musica. Il 25 settembre, durante un'intervista al Good Morning America, Spears ha confermato l'estensione del contratto con il Planet Hollywood di Las Vegas per prolungare gli show, che si sarebbero dovuti concludere il 31 dicembre 2015.
A metà ottobre, la città di Las Vegas ha proclamato il Britney Day per il 5 novembre, in onore della cantante per aver contribuito alla crescita economica della città soprattutto per quanto riguarda il turismo. Durante la festività furono consegnate le chiavi della città a Britney come gesto simbolico e inoltre vennero annunciate nuove date del Piece of Me Show oltre alla collaborazione della cantante per un'associazione che si occupa di malati di cancro, in particolare bambini. Il giorno del Britney Day la cantante ufficializzò la relazione con il noto produttore e scrittore Charlie Ebersol, che però si concluse nell'estate successiva dopo solo otto mesi di fidanzamento.
Nel maggio del 2015 Spears pubblicò sul suo canale VEVO un singolo promozionale che avrebbe anticipato il suo nono album, Pretty Girls, in collaborazione con la rapper australiana Iggy Azalea. Le due cantanti presentarono il singolo durante la serata dei Billboard Music Award a Las Vegas il 17 maggio, con una esibizione registrata dal palco del Britney: Piece of Me. Il 16 giugno fu pubblicato l'album Déjà vu di Giorgio Moroder, nel quale Britney ha partecipato con una reinterpretazione del brano Tom's Diner di Suzanne Vega.
Il 16 agosto Britney partecipò ai Teen Choice Awards a Los Angeles, dove ricevette il Candie's Style Icon Award, nonché il nono premio della sua carriera vinto in questa competizione.
Poco dopo Spears confermò il suo ritorno in sala di registrazione per creare nuovo materiale, molto probabilmente per il suo nono album in studio, attraverso un tweet che subito attirò attenzioni: "Just finished recording some vox. Love this song. It makes me smile, and I hope it will make you smile too... #B9".

### 2016–2021:Glory, la ristampa e ilPiece of Me Tour
Durante il mese di maggio 2016, in collaborazione con Glu Mobile, Spears lanciò un gioco per dispositivi mobili, intitolato Britney Spears: American Dream. Nello stesso periodo, Spears si esibì come artista di apertura ai Billboard Music Award in un medley di alcuni suoi brani. Alla fine dell'esibizione fu premiata con il prestigioso Billboard Millennium Award, diventando la terza e ultima artista ad ottenere tale onore, mentre l'esibizione fu lodata dalla critica. Il 19 giugno 2016, invece, venne premiata con un MTV Italian Music Award.

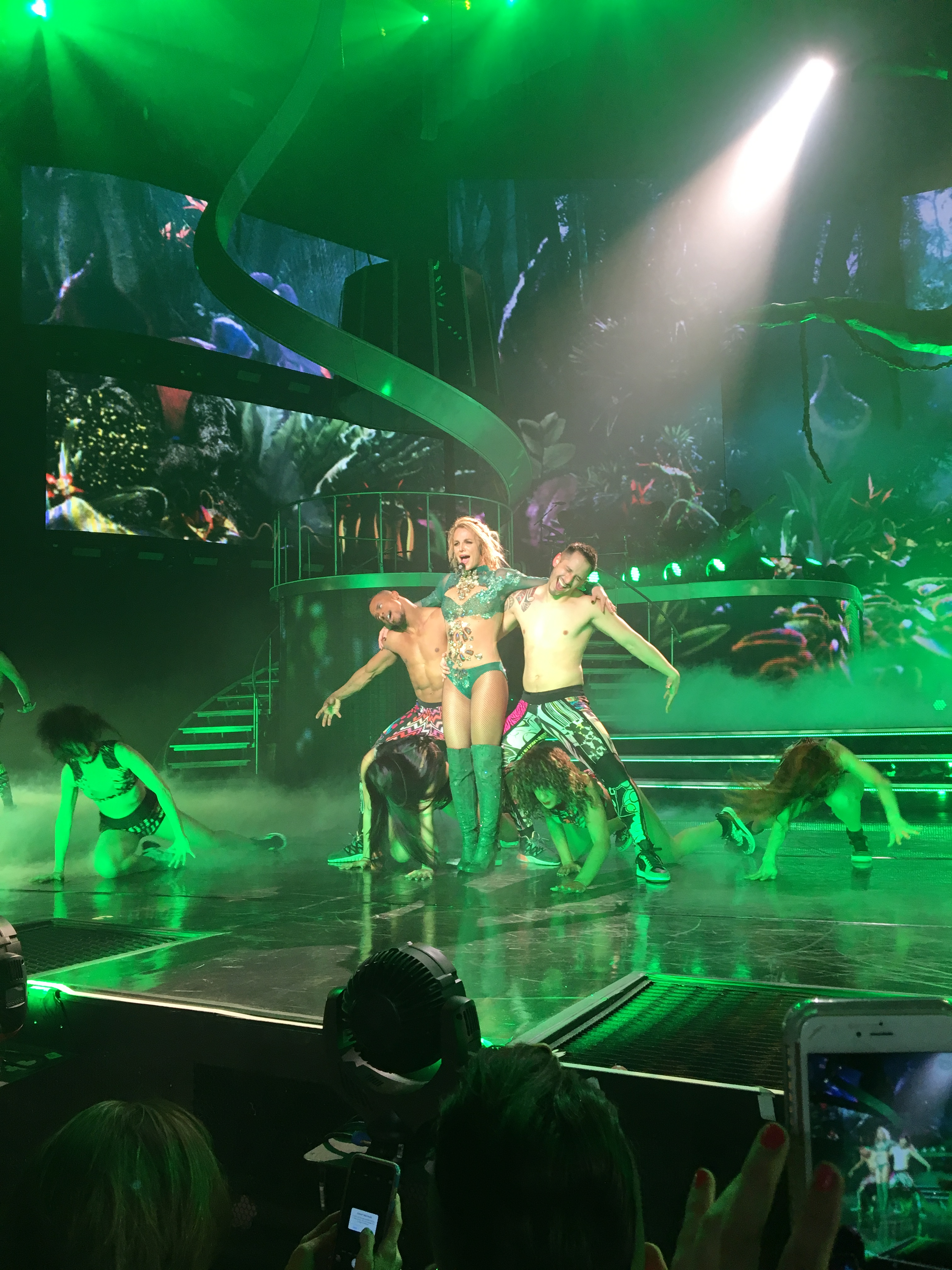
Britney Spears in concerto a Las Vegas

Il 15 luglio fu pubblicato il singolo Make Me..., realizzato in collaborazione con il rapper G-Eazy. Il singolo raggiunse la prima posizione di iTunes in cinquantacinque Paesi diversi, compresi Italia e Stati Uniti. L'esistenza del brano era già stata confermata dal Las Vegas Sun nel precedente mese di aprile. Esso anticipa l'uscita del nono album in studio, intitolato Glory e pubblicato il 26 agosto successivo. Ancor prima dell'uscita del disco, vengono pubblicati i singoli promozionali Private Show, Clumsy e Do You Wanna Come Over?. Il 28 agosto prese parte agli annuali MTV Video Music Awards, dopo nove anni dall'ultima esibizione. Britney si è esibita con un medley di Make Me... e Me, Myself & I insieme a G-Eazy.
L'album Glory ottenne un buon successo commerciale nelle classifiche mondiali, riuscendo a esordire alla numero uno in Italia e alla numero 2 in Regno Unito, entrambi i migliori posizionamenti della cantante nei paesi. Non riuscì però a esordire al primo posto negli Stati Uniti, dove si accontentò della 3ª posizione. In totale, il disco ha venduto finora più di un milione di copie nel mondo.
Il 16 novembre venne pubblicato come secondo estratto dall'album Slumber Party, versione remix con Tinashe. Due giorni più tardi, sul canale Vevo di Spears, viene diffuso anche il videoclip diretto da Colin Tilley. La canzone esordì alla posizione 86 nella Billboard Hot 100, senza promozione da parte della cantante. Poche settimane dopo Britney, in un'intervista per il magazine Vegas Player, rivelò di essere già tornata in studio di registrazione per creare nuovo materiale, pensando già a un nuovo disco.
Nel gennaio 2017 Britney vinse quattro premi ai People's Choice Awards, nelle categorie "Favorite Pop Artist", "Female Artist", "Social Media celebrity" e "Comedic Collaboration" per uno sketch con Ellen DeGeneres. Nel frattempo, a febbraio 2017, la residency Britney: Piece of Me a Las Vegas ha superato i 100 milioni di dollari in incassi e più di 700 000 biglietti venduti.
Il 27 marzo 2017 la cantante ha ufficializzato un nuovo tour, il Britney: Live in Concert, in Asia. Le prime date confermate furono quelle di Tokyo, Osaka, Manila, Hong Kong e Tel Aviv. Ad aprile, il Partito Laburista Israeliano dichiarò di aver spostato le primarie per l'elezione del leader il giorno successivo al concerto di Spears, per non sovrapporre i due eventi e perché ci sarebbe stata una grande affluenza di pubblico al concerto, circa 56 000 persone. Il tour ha registrato un notevole successo commerciale e, con un fatturato di 25 milioni di dollari in appena undici date, è stato il sesto tour femminile più redditizio dell'anno.
Il 29 aprile, durante la serata dei Radio Disney Music Awards, la popstar è stata insignita del premio Icon Award diventando la prima artista a ricevere tale riconoscimento. Il 4 novembre Britney ha inaugurato il Britney Spears Campus, una struttura di accoglienza dentro il centro pediatrico oncologico di Las Vegas finanziata grazie alla donazione della popstar da un milione di dollari, derivanti dalla vendita di ciascun biglietto del suo Britney: Piece of Me.
Il tour Britney: Piece of Me si è concluso il 31 dicembre 2017. In occasione dell'ultimo concerto, l'esibizione della cantante è stata trasmessa dalla rete televisiva ABC: il concerto è stato seguito da oltre 25 milioni di telespettatori. Il concerto del 31 dicembre ha anche infranto il record dello spettacolo più redditizio a Las Vegas per l'epoca, con 4 600 biglietti venduti e 1 172 000 dollari di incasso. Con la pubblicazione dei dati ufficiali lo spettacolo Britney: Piece of Me ha incassato in totale 137,6 milioni di dollari e venduto 916 184 biglietti in 248 spettacoli.
Il 23 gennaio 2018 la cantante ha annunciato l'estensione del suo Britney: Live in Concert al Nord America e all'Europa, con concerti tra luglio e settembre. Il 12 luglio il tour è ripartito da Washington e da quel momento è stato ribattezzato come Britney: Piece of Me Tour. Il 4 agosto Britney ha inaugurato la terza leg del tour in Europa, ricevendo le lodi da parte di pubblico e critica. Il 18 ottobre successivo è stata confermata una nuova residency a Las Vegas, intitolata Britney: Domination, che avrebbe dovuto avere inizio il 13 febbraio 2019 al Park Theater del MGM Casino; tuttavia, nel gennaio 2019 Spears ha annunciato la cancellazione della residency.
Il 29 maggio 2020, a quasi quattro anni di distanza, è stata pubblicata una nuova versione dell'album Glory su tutte le piattaforme di distribuzione di musica digitale e streaming, accompagnata da una nuova copertina realizzata da David LaChapelle e dalla traccia bonus Mood Ring, fino ad allora disponibile esclusivamente per il mercato giapponese. A essa ha fatto seguito l'inedito Swimming in the Stars, pubblicato il giorno del trentanovesimo compleanno della cantante come parte della riedizione in vinile dell'album distribuita il successivo 11 dicembre. Il 10 dicembre viene pubblicato un nuovo singolo dall'album, Matches, in collaborazione con i Backstreet Boys.

### 2022–2024: il libro autobiograficoThe Woman in Mee il ritiro dalla musica
Il 21 febbraio 2022 è stata divulgata la notizia secondo cui la Spears avrebbe firmato un contratto da 15 milioni di dollari con la casa editrice Simon & Schuster per la pubblicazione di un libro autobiografico, siglando uno degli accordi editoriali più proficui nella storia contemporanea. L'opera in questione, intitolata The Woman in Me, è stata annunciata nel luglio 2023 ed è uscita il 24 ottobre successivo. The Woman in Me è stato accolto positivamente tanto dalla critica che dal pubblico, registrando un successo commerciale immediato e diventando l'autobiografia di una celebrità più venduta della storia, con 1,1 milioni di copie vendute nella prima settimana di lancio solo negli Stati Uniti.
Il 26 agosto 2022 la Spears è tornata sulle scene musicali con un duetto insieme alla star britannica Elton John, dal titolo Hold Me Closer, che campiona il successo di John del 1972 Tiny Dancer. Il singolo debutta alla numero 6 della Billboard Hot 100, rendendo la Spears la prima artista donna nella storia a posizionare singoli in top ten per quattro decadi consevutive negli Stati Uniti. Il 21 luglio 2023, will.i.am ha pubblicato una nuova collaborazione con la cantante, Mind Your Business.
Nel 2024, tramite i suoi profili social, annuncia il ritiro definitivo dalla scena musicale.

## Vita privata
La vita privata della cantante è stata spesso al centro delle cronache rosa a causa dei numerosi problemi personali. Britney ha girato un documentario, Britney: For the Record, per chiarire quello che le è successo e per raccontare la sua versione dei fatti rispetto al primo decennio degli anni 2000. Tra il 1999 e il 2002 è stata legata sentimentalmente al collega Justin Timberlake; la relazione è terminata in maniera travagliata, tanto che l'artista ha dedicato all'ex fidanzata una canzone divenuta tra le più note della sua carriera, Cry Me a River. Nel settembre 2003 ha incominciato una relazione con l'amico di infanzia Jason Allen Alexander che sposò il 3 gennaio 2004 in una cappella matrimoniale di Las Vegas, in Nevada. Il matrimonio fu annullato solo cinquantacinque ore dopo, con un comunicato che affermava che Spears «non era in grado di comprendere le sue azioni».
Nel febbraio 2004 Spears annunciò il fidanzamento con il rapper e ballerino statunitense Kevin Federline. Le fasi iniziali della loro relazione furono raccontate nel primo reality show di Spears, Britney and Kevin: Chaotic. I due si sposarono il 18 settembre 2004, ma non furono legalmente sposati fino a tre settimane dopo a causa di un ritardo di finalizzazione dell'accordo prematrimoniale. La coppia ha avuto due figli, nati a distanza di un anno l'uno dall'altro: Sean (14 settembre 2005) e Jayden James (12 settembre 2006). Il 7 novembre 2006 Spears chiese improvvisamente il divorzio, citando differenze inconciliabili. Il divorzio è stato ufficializzato nel luglio del 2007, quando la coppia ha raggiunto un accordo circa il mantenimento e la custodia dei figli.
Nel 2016 Spears inizia la relazione con il personal trainer di origini iraniane Sam Asghari, con il quale era in attesa di un figlio, perduto poi durante la gravidanza. Spears e Asghari sono convolati a nozze il 9 giugno 2022 in una cerimonia privata presso l'abitazione californiana di Spears, sita a Thousand Oaks. I due si sono separati nel 2023, dopo poco più di un anno dal matrimonio.

### La crisi e la ripresa
Il 16 febbraio 2007 Spears entrò in una clinica di riabilitazione ad Antigua, nei Caraibi, in cui trascorse meno di ventiquattro ore. La notte seguente si recò presso un parrucchiere di Los Angeles e, secondo alcuni testimoni, dopo il rifiuto da parte della parrucchiera alla richiesta di rasarle a zero la testa, Britney prese un rasoio elettrico e compì il gesto da sola. L'episodio ebbe un'eco mediatica significativa a livello mondiale, tanto da finire sulle prime pagine dei più popolari quotidiani, riviste e siti di gossip. Nelle settimane seguenti si fece ricoverare spontaneamente in un'altra clinica di riabilitazione. Dopo avere completato il programma di riabilitazione alla clinica Promises, scrisse sul suo sito web: «Ho davvero toccato il fondo. Ora non penso che il mio problema fosse alcol o depressione. [...] ero come una bambina affetta da ADHD, che corre in giro».
A ottobre 2007 Spears perse la custodia dei figli. Le ragioni rispetto alla sentenza del giudice non furono mai rivelate al pubblico. Il 3 gennaio 2008 Britney si rinchiuse nel bagno di casa sua con i due figli, rifiutandosi di riconsegnarli ai rappresentanti legali dell'ex marito. Fu poi trasportata in ambulanza e ricoverata al Cedars-Sinai Medical Center di Los Angeles, dopo che la polizia giunta a casa sua notò che sembrava essere sotto l'influenza di sostanze stupefacenti. Il giorno seguente, le furono tolti i diritti di far visita ai figli e Kevin Federline ne ottenne la custodia completa. Alla fine del mese, fu trasferita nel reparto psichiatrico del Ronald Reagan UCLA Medical Center con codice 5150 - Trattamento sanitario obbligatorio (TSO). La popstar fu dimessa il 6 febbraio 2008. I giudici le affidarono come tutori il padre Jamie Spears e il procuratore Andrew Wallet, dando loro il completo controllo dei suoi beni.
Nel luglio 2008 Spears raggiunse un accordo con Federline e riottenne l'affidamento congiunto dei figli. Nei mesi successivi si ristabilì completamente. A inizio 2015, dopo sette anni, riottenne la custodia completa dei figli.

### Il nuovo crollo, le contese legali e il movimento#FreeBritney
Nel novembre 2018 il padre di Britney venne operato in seguito a una perforazione gastrointestinale quasi fatale. La situazione spinse la cantante ad annullare il suo spettacolo previsto a Las Vegas Britney: Domination e a prendere una «pausa indefinita» nel successivo mese di gennaio. Nel marzo 2019 il procuratore Andrew Wallet si congedò dal ruolo di co-tutore legale di Britney dopo undici anni. Nel mese di aprile venne diffusa la notizia secondo la quale Britney si fosse presentata in una clinica di salute mentale per essere ricoverata perché «devastata» dalla malattia del padre. Il 24 aprile 2019 la cantante annunciò di essersi ripresa e due giorni più tardi venne dimessa dalla clinica.
Durante lo stesso periodo, attraverso un podcast da parte di alcuni fan della cantante diventato virale su Internet, sono emerse numerose speculazioni secondo le quali Spears fosse stata costretta dal padre e tutore legale Jamie a farsi ricoverare nella clinica di salute mentale per aver rifiutato dei medicinali che è chiamata ad assumere contro la sua volontà e per aver guidato la sua automobile senza il consenso del padre(si scoprirà in seguito, durante la deposizione di Spears del 23 giugno 2021, che tra le presunte ragioni di questo ricovero forzato fosse stata una presa di posizione della cantante su come eseguire un passo di danza durante una sessione di prova). In virtù di ciò, i fan hanno iniziato a dar luogo a numerose proteste contro la presunta tutela abusiva a cui sarebbe sottoposta la cantante istituendo il movimento #FreeBritney, che ha ricevuto il supporto delle celebrità tra cui Miley Cyrus, Cher, l'amica di Britney Paris Hilton e l'organizzazione American Civil Liberties Union. Nel settembre 2019 l'ex marito di Spears Kevin Federline ottenne un ordine restrittivo contro Jamie accusandolo di aver aggredito fisicamente uno dei suoi due figli; per questo motivo, l'assistente personale della cantante Jodi Montgomery rimpiazzò temporaneamente Jamie nel ruolo di tutore di Britney.
Nel mese di agosto 2020 l'avvocato di Spears, Samuel D. Ingham III, presentò presso il tribunale di Los Angeles una mozione attraverso la quale venne richiesta la rimozione del padre di Britney dal ruolo di tutore legale della cantante e la sostituzione permanente con Jodi Montgomery. Sebbene il giudice avesse deciso di estendere la disposizione originaria fino al febbraio 2021, nel successivo mese di novembre venne accolta la richiesta che il patrimonio della cantante venisse co-gestito da una società finanziaria esperta, la Bessemer Trust Company. Dai documenti legali presentati dal legale di Spears si evince inoltre che la cantante non tornerà a lavorare finché non si sarà liberata dalla tutela del padre. Un documentario finalizzato a ripercorrere le fasi salienti della sua carriera e a far luce sui recenti accadimenti, intitolato Framing Britney Spears e prodotto in collaborazione con il New York Times, venne trasmesso negli Stati Uniti dall'emittente televisiva FX nel febbraio 2021.
Il 12 agosto 2021 i legali di Jamie Spears hanno confermato che, dopo 13 anni, l'uomo ha accettato di rinunciare al titolo di tutore legale della figlia. Il 29 settembre 2021 il giudice della Corte suprema di Los Angeles, Brenda J. Penny, sospende Jamie Spears e conferisce l'incarico di tutore legale del patrimonio della cantante all'avvocato John Zabel, mantenendo Jodi Montgomery come tutore della persona fisica e per ciò che concerne la salute e la terapia medica della Spears. Il giudice Penny, il 12 novembre 2021, in una nuova udienza ha stabilito il termine immediato della tutela legale.

## Stile musicale e temi

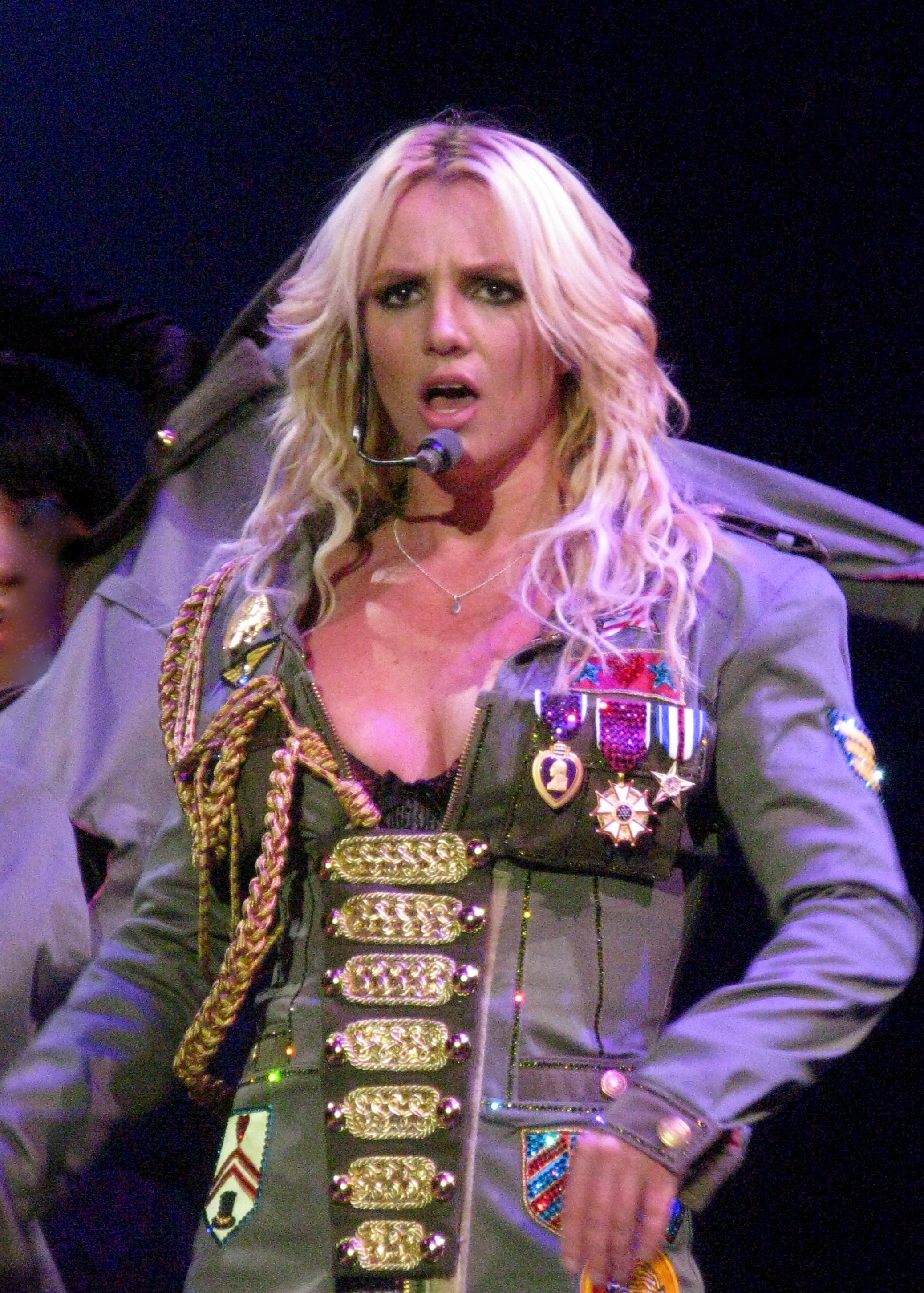
Britney Spears in concerto nel 2009

Dopo il suo esordio Spears venne indicata come l'autrice della rinascita del teen pop alla fine degli anni novanta. Il quotidiano Daily Yomiuri disse che «I critici musicali l'hanno considerata come la più dotata icona pop tra i giovani dopo molti anni, ma Spears si è posta degli obiettivi un po' più ottimistici: vuole riuscire a raggiungere il livello di superstar come Madonna e Janet Jackson». Rolling Stone scrisse: «Britney Spears continua sull'archetipo di reginetta del rock & roll, di bambola salopette, dell'angioletto che ha appena iniziato a farsi conoscere». Rami Yacoub, che co-produsse l'album di esordio di Spears con Max Martin, commentò: «Ho notato con Denniz Pop e i precedenti collaboratori di Max che, quando registriamo le canzoni, c'è come qualcosa di nasale. Con gli 'N Sync e i Backstreet Boys, abbiamo puntato su quella voce nasale. Quando Britney ci ha provato, le è uscito questo tipo di voce rauca, ma sexy».
Dopo la pubblicazione del suo primo album, Chuck Taylor di Billboard osservò: «Spears è diventata una performer completa, con veloci passi di danza, una voce - seppur giovane - vera e funkie. [...] (You Drive Me) Crazy, il suo terzo singolo [...] dimostra lo sviluppo individuale di Spears, mostrando che a 17 anni sta trovando il tono di voce giusto dopo tanti mesi di pratica». Stephen Thomas Erlewine di Allmusic si riferì alla sua musica come «una miscela di dance-pop contagioso e dolci ballate». Spears avrebbe commentato più avanti: «Con  [...] Baby One More Time, non ho mai dovuto usare tutta la mia voce. Le canzoni erano fantastiche, ma non difficili».
Oops!... I Did It Again e i seguenti album videro Spears lavorare con diversi produttori R&B contemporanei, per arrivare a «una combinazione di bubblegum, urban soul, e raga». Il terzo album, Britney, derivò dalla nicchia del teen pop, «nel ritmo e nella melodia [...] è più nitido, più duro di quelli venuti prima.». Guy Blackman del The Age scrisse che nonostante a pochi importa ascoltare un intero album di Spears, «la cosa più importante di Spears è che i suoi più grandi successi, non importa quanto pre-confezionati o incredibilmente lucidi, hanno sempre convinto grazie alla sua spinta, il suo impegno e la sua presenza. Per la maggior parte dei suoi fan adolescenti, Spears esprime perfettamente i bisogni contrastanti dell'adolescenza, la tensione tra castità ed esperienza sessuale, tra edonismo e responsabilità, tra sicurezza e vulnerabilità».
Britney Spears è una soubrette, anche se molti critici ritengono sia in realtà un contralto che ha scelto di cantare in Soubrette.
Anche le sue abilità vocali sono state criticate, spesso paragonate alla collega Christina Aguilera. Il critico Allan Raible derise l'uso eccessivo, in Circus, di effetti digitali e robotici. Egli scrive: «Non è mai stata una grande cantante [...] Riuscirebbe a cantare queste canzoni senza arrangiamenti ed effetti vocali? Ancora più importante, qualcuno vuole sentirla provare una tale esibizione? Ha importanza? No. L'attenzione è ancora sull'immagine e non sul contenuto». David Browne di Entertainment Weekly osservò: «Christina Aguilera può esibire pelle e ombelico, ma nella sua musica e nei suoi modi, è troppo ansiosa per offendere — è una brava ragazza che finge di essere cattiva. Spears, invece, sembra una cattiva ragazza che si comporta bene». Al contrario, Allmusic commentò: «Come la pari Christina Aguilera, Britney equipara la maturità con la sessualità visibile e il suono martellante di locali nightclub [...] Se Christina viene riconosciuta come una promiscua di natura, Britney è la ragazza della porta accanto che va al college, beve e fuma e balla e ha rapporti sessuali un po' troppo temerari, perché è la prima volta che può indulgere». Sal Cinquemani dello Slant Magazine fece notare: «La disparità tra Aguilera e Spears non può essere misurata solo dal timbro di voce e dal numero di ottave [...] La popolarità di Aguilera non ha mai raggiunto quella di Britney».
Come nel caso di altre popstar orientate al ballo, Spears è stata criticata per l'uso del playback mentre esegue alcune canzoni nelle esibizioni dal vivo. Lo scrittore Gary Giddins scrisse sul suo libro Natural selection: Gary Giddins on comedy, film, music, and books che «tra i tanti accusati di muovere le labbra mentre il resto è fatto da un computer ci sono Britney Spears, Luciano Pavarotti, Shania Twain, e Madonna».
Rashod D. Ollison del The Baltimore Sun osservò: «Molte popstar sentono di non avere altra scelta se non cercare di migliorarsi vocalmente. Dall'avvento di MTV e altri canali musicali, il pubblico ha visto video musicali sempre più elaborati con effetti speciali sbalorditivi, coreografie pazzesche, vestiti fantastici, corpi meravigliosi. E lo stesso livello di perfezione è richiesto anche su un palco. Se Britney Spears, Janet Jackson o Madonna cantassero in modo stridulo e piatto senza una base di supporto, i fan non pagherebbero fino a 300 euro per un biglietto».
Giddins aggiunse: «È stato detto che i fan di Britney Spears preferiscono che canti in playback - nonostante le smentite dell'interessata nel farlo (contraddette dai suoi stessi registi) - perché si aspettano uno spettacolo impeccabile quando pagano alte cifre per un concerto». In Australia, il Ministro del Commercio Equo e Solidale Virginia Judge ha fatto stampare degli avvisi sui biglietti di ogni concerto che contiene parti in playback. Ha commentato: «Potrebbero essersi presentati dei casi in cui le persone hanno comprato un biglietto pensando che avrebbero assistito a un concerto dal vivo [...] per alcune persone significa che è tutto dal vivo, è fresco, succede in quel momento, non è qualcosa di pre-registrato. Bisogna essere certi del fatto che sanno di pagare per quello che vogliono vedere». Notando la prevalenza dell'uso del playback, il Los Angeles Daily News riportò: «Nel contesto di un concerto di Britney Spears, importa davvero? Come uno spettacolo di Las Vegas, non vai per sentirla cantare, vai per lo spettacolo di insieme». Similmente, Aline Mendelsohn dell'Orlando Sentinel sottolineò: «Mettiamo in chiaro una cosa: un concerto di Britney Spears non riguarda la musica [...] bisogna ricordarsi che si basa sugli aspetti visivi, non musicali». Il critico Glenn Gamboa commentò che i suoi tour sono «come la sua vita - un'impresa massiccia per far soldi progettata per evidenziare i suoi talenti distraendo dai suoi difetti, con un mix di sex appeal techno e luci da discoteca. E, come la sua vita, è più o meno un successo».

### Influenze
Nel corso della sua carriera, Spears ha fatto frequenti paragoni con Madonna e Janet Jackson, in termini di voce, coreografie e presenza sul palco, citando entrambe come ispiratrici del suo lavoro. Ha poi anche citato Michael Jackson. Guy Blackman sostenne: «C'è ancora molto che può piacere della sua discografia. Spears non ha solo lavorato con grandi nomi, ha reso tali nomi grandi, e ha mantenuto alto il suo livello per anni nel mercato più volubile del mondo, mentre la maggior parte delle aspiranti starlette è fortunata a sopravvivere a un mese». Anche il rispetto di Madonna per Spears è stato soggetto di osservazioni. Santiago Fouz-Hernández e Freya Jarman-Ivens, autori di Madonna's drowned worlds: new approaches to her cultural transformations, 1983-2003 notarono che la relazione di diverse generazioni più conosciuta è quella tra Spears e Madonna, a proposito della quale «la stampa divenne quasi ossessionata dalla loro relazione di reciproca ammirazione».

## Altre attività

### Filantropia
La cantante fondò The Britney Spears Foundation, un ente caritatevole che aiuta i bambini bisognosi. La filosofia dietro questa fondazione è che la musica e l'intrattenimento possono essere come una cura per questi bambini. Nel mese di aprile del 2002, grazie agli sforzi della cantante e della fondazione, venne inviata una somma pari a un milione di dollari alle famiglie degli uomini che prestarono il loro soccorso dopo la caduta delle Torri Gemelle l'11 settembre 2001, inclusi i vigili del fuoco di New York, la polizia della città e il porto del New Jersey. Tuttavia, venne riportato che nel 2008 la fondazione ha avuto un deficit di 200 000 dollari. Dopo che Spears perse la tutela dei beni, suo padre e Andrew Wallet azzerarono gli sforzi, fino a chiudere del tutto l'associazione nel 2011.
Il 30 ottobre 2001 Spears, insieme con Bono e ad altri artisti, sotto il nome Artists Against AIDS Worldwide, pubblicarono un singolo chiamato What's Going On con l'intenzione di combattere l'AIDS in Africa e in altre regioni impoverite. In occasione dell'Uragano Katrina nel 2006, Britney donò 350 000 dollari a Music Rising. Più tardi, nel 2011, la cantante donò 200 000 dollari durante l'evento An Evening of Southern Style in una residenza privata a Beverly Hills per aiutare l'associazione St. Bernard Project, con l'aiuto di altre celebrità, come Hilary Duff, Selena Gomez, Kelly Osbourne, Kellan Lutz e Kim Kardashian. Britney si occupò di molte campagne caritatevoli durante la sua carriera, per esempio aiutò l'associazione Gilda's Club Worldwide contro il cancro, la Promises Foundation e la United Way, con lo scopo di aiutare le famiglie con qualsiasi tipo di situazioni svantaggiose.
Da quando la popstar ha cominciato i suoi spettacoli fissi a Las Vegas nel 2013, ha mostrato interesse nell'aiutare varie cliniche specializzate nella cura del cancro dei bambini. Infatti nell'ottobre 2014 Britney ha donato 120 000 dollari alla fondazione Nevada Childhood Cancer Foundation. Inoltre, per ogni singolo biglietto venduto dei suoi spettacoli, 1 dollaro viene trattenuto e donato sempre alla NCCF in beneficenza. A oggi circa 500 000 dollari sono stati donati a tale associazione. Per sostenere le famiglie colpite dalla strage di Las Vegas del 1º ottobre 2017 la cantante ha venduto all'asta un suo dipinto, battuto a 10 000 dollari. In una conferenza ha spiegato il significato dell'opera, a tema floreale, che rappresenta una sorta di rinascita.

### Profumi

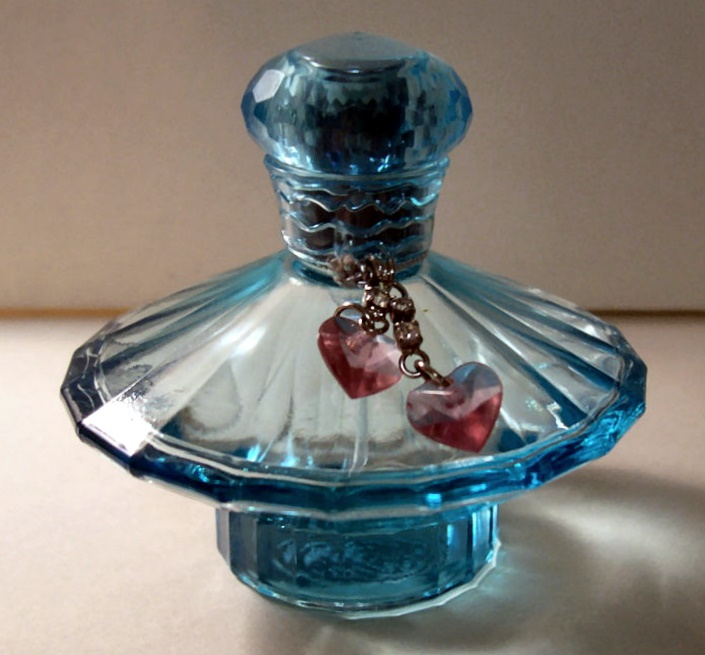
Curious di Britney Spears

Britney in collaborazione con l'azienda di cosmetici Elizabeth Arden ha prodotto, fino a ora, più di venti fragranze. Del suo primo profumo Curious, lanciato nel 2004, sono state vendute più di cinquecento milioni di boccette. Nel 2012 è stato riportato che l'impero dei profumi di Spears ha raggiunto un fatturato di più di 1.5 miliardi di dollari.
- 2004 – Curious
- 2005 – Fantasy
- 2006 – Curious: In Control
- 2006 – Midnight Fantasy
- 2007 – Believe
- 2008 – Curious Heart
- 2009 – Hidden Fantasy
- 2009 – Circus Fantasy
- 2010 – Radiance
- 2011 – Cosmic Radiance
- 2012 – Fantasy Twist
- 2013 – Fantasy Island
- 2013 – Fantasy Anniversary Edition
- 2014 – Fantasy The Naughty Remix
- 2014 – Fantasy The Nice Remix
- 2014 – Fantasy: Stage Edition
- 2014 – Rocker Femme Fantasy
- 2015 – Fantasy Intimate Edition
- 2016 – Maui Fantasy
- 2016 – Private Show
- 2017 – Fantasy: In Bloom
- 2017 – VIP Private Show
- 2018 – Sunset Fantasy
- 2018 – Prerogative
- 2019 – Rainbow Fantasy
- 2019 – Prerogative Rave
- 2020 – Glitter Fantasy
- 2020 – Prerogative Ego
- 2021 – Fantasy Intense
- 2022 – Blissful Fantasy
- 2023 – Jungle Fantasy

### Moda
Spears firmò nel 2010 una linea di abbigliamento in edizione limitata per il marchio Candie's, del quale era anche testimonial. Nel 2014 lanciò The intimate Britney Spears, la sua linea di lingerie femminile che rimase attiva fino al 2016. Per promuoverla, Britney fece un minitour di presentazione tra America ed Europa. Nel 2018 Spears è apparsa come protagonista della collezione Memento N° 2 della rinomata casa di moda parigina Kenzo.

## Impatto nella cultura pop

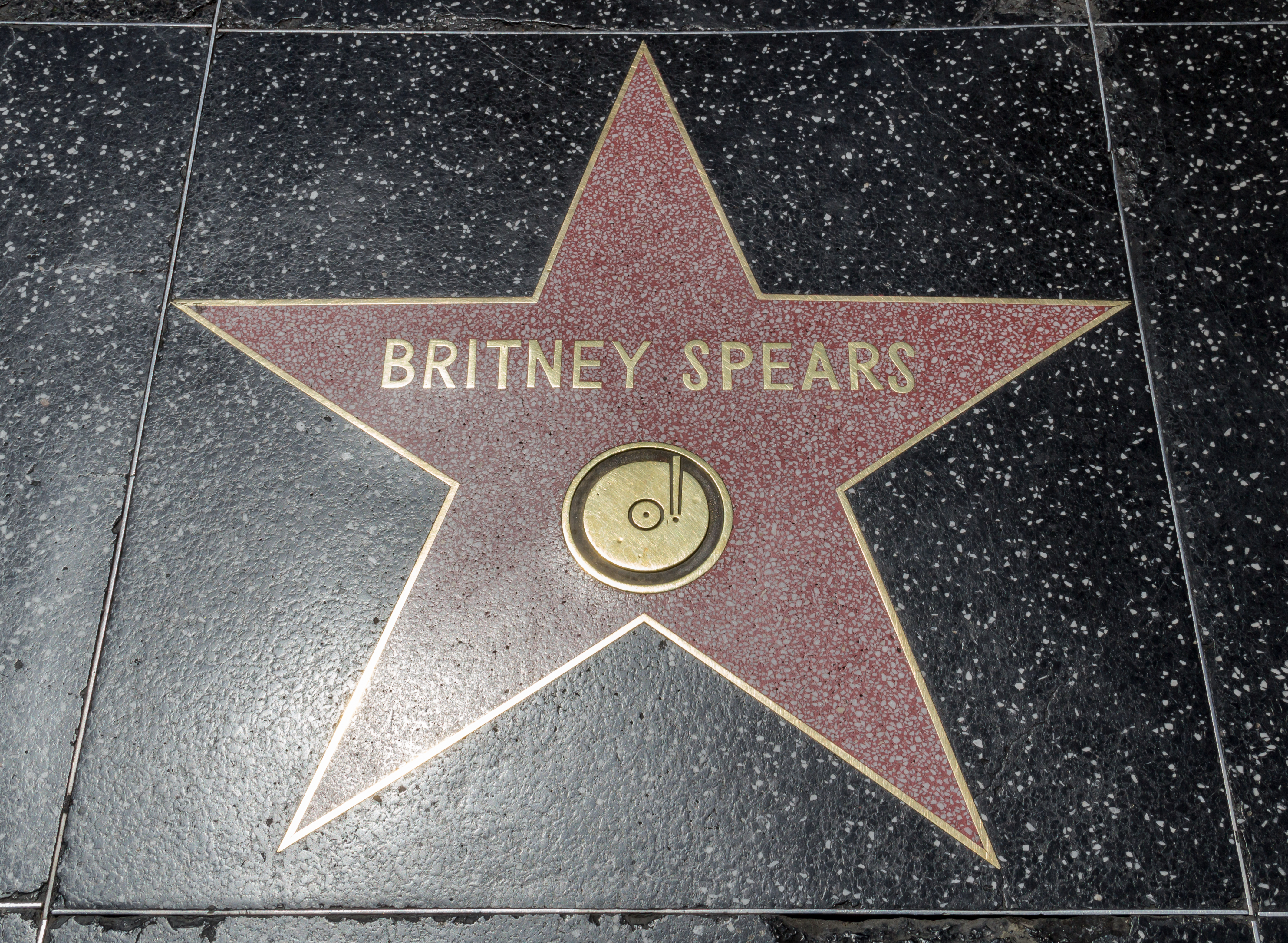
La stella di Britney Spears, che le è stata assegnata nel 2003

Spears divenne un'icona pop internazionale immediatamente dopo aver incominciato la sua carriera. Il magazine Rolling Stone scrisse: «Una delle cantanti femminili più controverse e di successo del ventunesimo secolo, Britney Spears (insieme con i Backstreet Boys e agli 'N Sync) ha guidato l'ascesa del teen-pop post-millenario. Ha poi guidato quella che sembrava essere la sua stessa fine, con la sua discutibile genitorialità, abuso di sostanze e il suo comportamento bizzarro in generale che è diventato costante mangime per i tabloid.». È entrata nel Guinness dei primati come "Artista donna giovane con l'album di maggior successo" per il suo album di esordio, ...Baby One More Time, che solo negli Stati Uniti ha venduto più di 13 milioni di copie. Melissa Ruggieri del Richmond Times-Dispatch disse: «Viene anche ricordata per essere la giovane artista con le vendite maggiori. Prima di diventare ventenne Britney ricevette il premio come cantante femminile con il maggior numero di fan in tutto il mondo superando Madonna.»
"Britney Spears" è stata la stringa di ricerca più ricorrente su Yahoo! per quattro anni consecutivi e ben sette volte in totale. Spears entrò nel Guinness World Records come "Most Searched Person" per due volte, nel 2007 e nel 2009. Ha anche avuto una grande influenza su diversi nuovi artisti, inclusi Kristinia DeBarge, Lana Del Rey, Jessie J, Lady Gaga, Little Boots, Selena Gomez, Pixie Lott, Charli XCX e Miley Cyrus, che ha citato Spears come una delle sue più grandi ispirazioni e a cui si è anche riferita nella sua hit Party in the U.S.A. Bebo Norman ha scritto una canzone su Spears, intitolata Britney, pubblicata come singolo. La boy band Busted ha scritto una canzone dallo stesso titolo, presente nel loro album di esordio. È stata menzionata anche nel brano Don't Let Me Get Me di Pink. Richard Cheese definì Britney Spears "una cantante notevole" e continuò definendola "versatile" e quello che l'industria discografica chiama "artista". People magazine e MTV riportarono, il 1º ottobre del 2008, che la John Philip Sousa Middle School, nel Bronx, aveva chiamato il proprio studio musicale in onore di Britney Spears. La stessa Spears era presente alla cerimonia, occasione nella quale ha donato 10 000 dollari al programma musicale dell'istituto.

## Discografia

### Album in studio
- 1999 – ...Baby One More Time
- 2000 – Oops!... I Did It Again
- 2001 – Britney
- 2003 – In the Zone
- 2007 – Blackout
- 2008 – Circus
- 2011 – Femme Fatale
- 2013 – Britney Jean
- 2016 – Glory

### Raccolte
- 2004 – Greatest Hits: My Prerogative
- 2005 – B in the Mix: The Remixes
- 2009 – The Singles Collection
- 2011 – B in the Mix: The Remixes Vol. 2
- 2012 – Oops!... I Did It Again - The Best of Britney Spears
- 2013 – The Essential Britney Spears

## Videografia
- 1999 – Time out with Britney Spears
- 2001 – Britney Spears - Live and more!
- 2001 – Britney - The videos
- 2002 – Live from Las Vegas
- 2004 – In the Zone (presenta all'interno un Bonus Disc)
- 2004 – Greatest Hits: My Prerogative
- 2008 – Circus (DVD bonus contenuto nella versione deluxe dell'album)
- 2009 – The Singles Collection (raccolta 16 video musicali, presente nella versione CD+DVD)
- 2009 – The Singles Collection Boxset (raccolta di 26 video musicali, comprende anche il disco della versione deluxe)
- 2011 – Britney Spears Live: The Femme Fatale Tour

### Documentari
- 2002 – Stages: Three Days in Mexico (book fotografico con DVD annesso che tratta delle giornate trascorse in Messico per il Dream Within a Dream Tour)
- 2004 – Fahrenheit 9/11 - cameo
- 2008 – Britney: For the Record
- 2009 – Girls Are Always Right (2 DVD con bonus e foto da archivi privati, il documentario tratta la vita di Britney Spears grazie a interviste)
- 2011 – I Am: The Femme Fatale
- 2013 – I Am Britney Jean
- 2020 – Framing: Britney Spears
- 2021 – Britney Vs Spears

## Tournée
- 1998 – L'Oreal Hair Zone tour
- 1999 – ...Baby One More Time Tour
- 2000 – Crazy 2k Tour
- 2000-01 – Oops!...I Did It Again World Tour
- 2001-02 – Dream Within a Dream Tour
- 2004 – The Onyx Hotel Tour
- 2007 – The M+M's Tour
- 2009 – The Circus Starring: Britney Spears
- 2011 – Femme Fatale Tour
- 2017-18 – Britney: Live in Concert (definito anche Piece of Me Tour nel 2018)

Residency Show
- 2013-17 – Britney: Piece of Me a Las Vegas

## Filmografia

### Attrice

#### Cinema
- Longshot, regia di Lionel C. Martin (2001)
- Crossroads - Le strade della vita (Crossroads), regia di Tamra Davis (2002)
- Austin Powers in Goldmember, regia di Jay Roach (2003) – cameo
- Pauly Shore Is Dead, regia di Pauly Shore (2004) – cameo
- Fahrenheit 9/11, regia di Michael Moore (2004) – documentario
- Animali da ufficio (Corporate Animals), regia di Patrick Brice (2019) – cameo

#### Televisione
- Il club di Topolino (The All-New Mickey Mouse Club) – serie TV (1993-1996)
- Kenan & Kel – serie TV, episodio 4x9 (1999)
- Sabrina, vita da strega (Sabrina, the Teenage Witch) – serie TV, episodio 4x01 (1999)
- Il famoso Jett Jackson (The Famous Jett Jackson) – serie TV, episodio 2x08 (1999)
- Médico de familia – telenovela, episodio 9x12 (1999)
- Will & Grace – serie TV, episodio 8x18 (2006)
- How I Met Your Mother – serie TV, episodi 3x13, 3x19 (2008)
- Glee – serie TV, episodio 2x02 (2010)
- Jane the Virgin – serie TV, episodio 2x05 (2015)

### Doppiatrice
- I Simpson (The Simpsons) – serie animata, episodio 11x12 (2000)
- Due fantagenitori (The Fairly OddParents) – serie animata, un episodio (2000)
- Dance the Beat - videogioco (2001)

## Programmi televisivi
- Star Search – talent show, 4 episodi (1992)
- Total Request Live – programma TV, 14 episodi (1998-2003)
- Saturday Night Live – programma TV, 4 episodi (2000-2003)
- Michael Jackson: 30th Anniversary Celebration – speciale TV (2001)
- American Music Award – programma TV, conduttrice (2001)
- Britney Spears: Live from Las Vegas – speciale TV (2001)
- Grammy Awards – programma TV, presentatrice (2002)
- In the Zone – speciale TV (2003)
- Jimmy Kimmel Live! – programma TV, 8 episodi (2003-2016)
- The Ellen DeGeneres Show – programma TV, 10 episodi (2004-2018)
- NRJ music awards – programma TV, presentatrice (2004)
- Britney and Kevin: Chaotic – programma TV, 5 episodi (2005)
- Good Morning America – programma TV, 6 episodi (2006-2014)
- Britney: For the Record – speciale TV (2008)
- The X Factor – programma TV, 28 episodi (2012-2013)
- MTV Video Music Awards – programma TV, conduttrice (2015)
- Best Time Ever with Neil Patrick Harris – programma TV, episodio 1x02 (2015)

È stata anche protagonista del secondo episodio della dodicesima stagione (2008) di South Park.

## Riconoscimenti
In tutta la sua carriera Britney è stata candidata 560 volte e ha vinto oltre 430 premi, rendendola la seconda artista più premiata di sempre dopo Michael Jackson. Dal 1998 a oggi i premi e i riconoscimenti più importanti che ha ricevuto sono:
- 4Music Video Honours
  - 2009 – Candidatura come miglior popstar mondiale
  - 2011 – Candidatura come miglior video per Till the World Ends
- AOL Award
  - 1999 – Miglior artista esordiente
- APRA Music Award
  - 2000 – Candidatura come canzone straniera più ascoltata per  ...Baby One More Time
- Amadeus Austrian Music Awards
  - 2000 – Artista esordiente internazionale dell'anno
  - 2001 – Candidatura come miglior artista pop/rock internazionale
- American Music Award
  - 2000 – Artista pop/rock esordiente preferito
  - 2000 – Candidatura come artista pop/rock femminile preferita
  - 2000 – Candidatura come album pop/rock preferito per ...Baby One More Time
  - 2001 – Candidatura come artista dell'anno
  - 2001 – Candidatura come artista pop/rock femminile preferita
  - 2001 – Candidatura come album pop/rock preferito per Oops!... I Did It Again
- Artistdirect Award
  - 2000 – Candidatura come artista femminile preferita
  - 2000 – Candidatura come artista più chiacchierato
  - 2000 – Candidatura come album preferito per Oops!... I Did It Again
- Bambi Award
  - 2008 – Miglior popstar internazionale
- Basenotes Fragrance Award
  - 2007 – Miglior fragranza femminile di una celebrità per Curious
  - 2008 – Miglior fragranza femminile di una celebrità per Fantasy
- Billboard Mid-Year Music Awards
  - 2011 – Miglior album per Femme Fatale
  - 2011 – Miglior canzone per Hold It Against Me
  - 2011 – Miglior video per I Wanna Go
  - 2011 – Miglior tour per il Femme Fatale Tour
  - 2011 – Candidatura come miglior ritorno alle scene
  - 2011 – Candidatura come miglior stile
  - 2012 – Evento più atteso per The X Factor
  - 2013 – Evento più atteso per Work Bitch
- Billboard Music Award
  - 1999 – Candidatura come artista dell'anno
  - 1999 – Artista femminile dell'anno
  - 1999 – Miglior artista esordiente
  - 1999 – Candidatura come miglior artista nella Billboard 200
  - 1999 – Candidatura come miglior artista nella Billboard Hot 100
  - 1999 – Album femminile dell'anno per ...Baby One More Time
  - 1999 – Candidatura come miglior album nella Billboard 200 per ...Baby One More Time
  - 2000 – Candidatura come artista femminile dell'anno
  - 2000 – Candidatura come miglior artista nella Billboard 200
  - 2000 – Album dell'anno per Oops!... I Did It Again
  - 2000 – Migliori vendite in una settimana per un album di un'artista femminile per Oops!... I Did It Again
  - 2000 – Candidatura come miglior album nella Billboard 200 per Oops!... I Did It Again
  - 2001 – Candidatura come album femminile dell'anno per Britney
  - 2004 – Candidatura come miglior artista femminile
  - 2004 – Candidatura come miglior artista della Billboard Hot 100
  - 2004 – Singolo dance dell'anno per Me Against the Music
  - 2012 – Candidatura come miglior artista dance
  - 2012 – Candidatura come miglior canzone dance/elettronica per Till the World Ends
  - 2016 – Premio "Millennium"
  - 2023 - in attesa - Miglior canzone dance/elettronica per Hold me closer
- Billboard Touring Award
  - 2009 – Candidatura come artista da tournée dell'anno
  - 2009 – Candidatura come miglior tournée musicale per The Circus: Starring Britney Spears
  - 2011 – Candidatura come miglior tournée musicale per il Femme Fatale Tour
- Bizarre Award
  - 2016 – Donna dell'anno
- Blockbuster Entertainment Awards
  - 2000 – Candidatura come artista femminile esordiente preferita
  - 2000 – Candidatura come album preferito per ...Baby One More Time
  - 2001 – Candidatura come artista femminile dell'anno
  - 2001 – Artista pop femminile preferita
  - 2001 – Candidatura come album preferito per Oops!... I Did It Again
- Bravo Otto
  - 1999 – Miglior cantante femminile (Oro)
  - 2000 – Miglior cantante femminile (Oro)
  - 2001 – Miglior cantante femminile (Bronzo)
  - 2008 – Miglior cantante femminile (Argento)
- BRIT Award
  - 2000 – Candidatura come artista internazionale esordiente dell'anno
  - 2000 – Candidatura come miglior artista femminile internazionale
  - 2001 – Candidatura come miglior artista femminile internazionale
  - 2001 – Candidatura come miglior artista pop
- Capital Radio Award
  - 2000 – Artista femminile internazionale preferita
- Capricho Award
  - 2001 – Miglior artista femminile internazionale
  - 2008 – Miglior artista femminile internazionale
  - 2008 – Miglior video musicale internazionale per Piece of Me
- Channel V Thailand Music Video Award
  - 2002 – Video musicale internazionale più popolare per I'm a Slave 4 U
  - 2004 – Artista femminile internazionale più popolare
  - 2004 – Preferito dei telespettatori per Me Against the Music
  - 2011 – Candidatura come artista internazionale più popolare
- Comet Award
  - 1999 – Miglior artista esordiente internazionale
  - 2000 – Miglior artista internazionale
  - 2004 – Candidatura come miglior artista internazionale
  - 2004 – Candidatura come miglior video musicale internazionale per Toxic
  - 2008 – Regina del Pop
- Cosmopolitan Awards
  - 2008 – Donna dell'anno
  - 2009 – Candidatura come miglior fragranza femminile per Hidden Fantasy
  - 2010 – Miglior fragranza femminile per Circus Fantasy
  - 2013 – Candidatura come miglior fragranza femminile per Island Fantasy
- Danish Music Awards
  - 2000 – Artista esordiente straniero dell'anno
- E! Award
  - 2001 – Candidatura come intrattenitore dell'anno
- Echo Music Prize
  - 2000 – Candidatura come artista esordiente internazionale dell'anno
  - 2000 – Candidatura come artista pop/rock internazionale dell'anno
  - 2001 – Artista pop/rock internazionale dell'anno
  - 2001 – Candidatura come singolo pop/rock internazionale dell'anno per Lucky
- Electronic Music Award
  - 2023 – Candidatura come canzone dance dell'anno per Hold Me Closer (con Elton John)
- Emma gaala
  - 2000 – Candidatura come artista straniero dell'anno
  - 2001 – Candidatura come artista straniero dell'anno
- FiFi Award
  - 2005 – Miglior fragranza femminile per Curious
  - 2006 – Candidatura come fragranza femminile dell'anno per Fantasy
  - 2011 – Candidatura come miglior packaging di una fragranza per Radiance
  - 2016 – Candidatura come fragranza femminile dell'anno per Fantasy (Limited Edition)
  - 2019 – Candidatura come fragranza femminile dell'anno per Prerogative
  - 2019 – Candidatura come campagna social dell'anno per Prerogative
- Fonogram Awards
  - 2000 – Candidatura come album pop straniero dell'anno per ...Baby One More Time
  - 2001 – Candidatura come album pop straniero dell'anno per Oops!... I Did It Again
  - 2009 – Candidatura come album pop straniero dell'anno per Circus
- GAFFA Award
  - 1999 – Miglior artista straniero esordiente
  - 2008 – Candidatura come miglior artista femminile straniera
- GLAAD Media Awards
  - 2018 – Premio "Vanguard"
- GV Music & Fashion Awards
  - 2005 – Video dell'anno per Toxic
  - 2005 – Miglior album femminile per In the Zone
  - 2005 – Miglior canzone pop femminile per Everytime
  - 2005 – Artista più stiloso
- Gaygalan Award
  - 2005 – Canzone internazionale dell'anno per Toxic
- Glamour Award
  - 2003 – Donna dell'anno
  - 2006 – Miglior fragranza per Curious
  - 2010 – Candidatura come miglior artista pop/rock internazionale
  - 2011 – Candidatura come miglior artista pop/rock internazionale
- Gold Derby Music Award
  - 2023 – Candidatura come miglior collaborazione per Hold Me Closer (con Elton John)
- Grammy Award
  - 2000 – Candidatura al miglior artista esordiente
  - 2000 – Candidatura alla miglior interpretazione pop vocale femminile per ...Baby One More Time
  - 2001 – Candidatura al miglior album pop vocale per Oops!... I Did It Again
  - 2001 – Candidatura come miglior interpretazione pop vocale femminile per Oops!... I Did It Again
  - 2003 – Candidatura al miglior album pop vocale per Britney
  - 2003 – Candidatura alla miglior interpretazione pop vocale femminile per Overprotected
  - 2005 – Candidatura alla miglior registrazione dance per Toxic
  - 2010 – Candidatura alla miglior registrazione dance per Womanizer
- Hollywood Beauty Products
  - 2018 – Fragranza dell'anno per Fantasy in Bloom
- Hong Kong Top Sales Music Awards
  - 2005 – Candidatura come migliori vendite per Greatest Hits: My Prerogative
- Indonesia Music Choice Award
  - 1999 – Miglior canzone pop per ...Baby One More Time
  - 1999 – Miglior video per ...Baby One More Time
- International Dance Music Awards
  - 2003 – Candidatura come miglior video pop per Me Against the Music
  - 2003 – Candidatura come miglior video dance per Me Against the Music
  - 2005 – Candidatura come miglior artista dance
  - 2005 – Candidatura come miglior traccia pop/dance per Toxic
  - 2008 – Candidatura come miglior artista dance
  - 2008 – Candidatura come miglior traccia pop/dance per Gimme More
  - 2009 – Candidatura come miglior artista
  - 2009 – Candidatura come miglior video per Womanizer
  - 2009 – Candidatura come miglior traccia pop/dance per Womanizer
  - 2010 – Candidatura come miglior artista
  - 2010 – Candidatura come miglior video per 3
  - 2009 – Candidatura come miglior traccia pop/dance per 3
  - 2013 – Candidatura come miglior traccia pop/dance per Scream & Shout
- iHeartRadio Music Awards
  - 2017 – Candidatura come miglior fandom
- Japan Gold Disc Award
  - 2000 – Artista esordiente internazionale dell'anno
  - 2003 – Video musicale internazionale dell'anno per I'm Not a Girl, Not Yet a Woman
  - 2004 – Album pop/rock internazionale dell'anno per In the Zone
  - 2005 – Album pop/rock internazionale dell'anno per Greatest Hits: My Prerogative
- Juno Award
  - 1999 – Candidatura come migliori vendite per un album per ...Baby One More Time
  - 2000 – Candidatura come migliori vendite per un album per Oops!... I Did It Again
  - 2010 – Candidatura come album internazionale dell'anno per Circus
- LOS40 Music Awards
  - 2011 – Candidatura come miglior artista internazionale
- Lunas del Auditorio
  - 2003 – Candidatura come miglior artista pop internazionale
- M6 Award
  - 1999 – Miglior video musicale per ...Baby One More Time
- MAMA Award
  - 2000 – Miglior artista internazionale
  - 2002 – Candidatura come miglior artista internazionale
- MP3 Music Awards
  - 2009 – Candidatura come miglior canzone vocale femminile per If U Seek Amy
- MTV Asia Awards
  - 2002 – Artista femminile preferita
  - 2003 – Candidatura come video preferito per I Love Rock 'n' Roll
  - 2005 – Candidatura come artista femminile preferita
- MTV Australia Awards
  - 2005 – Candidatura come miglior artista femminile
  - 2005 – Candidatura come miglior video di un'artista femminile per Toxic
  - 2005 – Candidatura come video più sexy per Toxic
  - 2009 – Miglior coreografia per Circus
- MTV Europe Music Awards
  - 1999 – Miglior artista pop
  - 1999 – Miglior artista femminile
  - 1999 – Miglior artista esordiente
  - 1999 – Miglior canzone per ...Baby One More Time
  - 2000 – Candidatura come miglior artista pop
  - 2000 – Candidatura come miglior artista femminile
  - 2000 – Candidatura come miglior canzone per Oops!... I Did It Again
  - 2001 – Candidatura come miglior artista pop
  - 2002 – Candidatura come miglior artista femminile
  - 2004 – Miglior artista femminile
  - 2004 – Candidatura come miglior artista pop
  - 2004 – Candidatura come miglior canzone per Toxic
  - 2008 – Miglior artista
  - 2008 – Album dell'anno per Blackout
  - 2009 – Candidatura come miglior video per Circus
  - 2011 – Miglior artista nord-americano
  - 2011 – Candidatura come miglior artista internazionale
  - 2011 – Candidatura come miglior artista pop
- MTV Movie & TV Awards
  - 2002 – Candidatura come miglior attrice esordiente per Crossroads - Le strade della vita
  - 2002 – Candidatura come attrice meglio vestita per Crossroads - Le strade della vita
  - 2021 – Candidatura come miglior documentario su musica o musicisti per Framing Britney Spears
- MTV Video Music Awards
  - 1999 – Candidatura come miglior video pop per ...Baby One More Time
  - 1999 – Candidatura come miglior video di un'artista femminile per ...Baby One More Time
  - 1999 – Candidatura come miglior coreografia in un video per ...Baby One More Time
  - 2000 – Candidatura come miglior video pop per Oops!... I Did It Again
  - 2000 – Candidatura come miglior video di un'artista femminile per Oops!... I Did It Again
  - 2000 – Candidatura come miglior video dance per (You Drive Me) Crazy
  - 2001 – Candidatura come miglior video pop per Stronger
  - 2002 – Candidatura come miglior video di un'artista femminile per I'm a Slave 4 U
  - 2002 – Candidatura come miglior video dance per I'm a Slave 4 U
  - 2002 – Candidatura come miglior coreografia in un video per I'm a Slave 4 U
  - 2003 – Candidatura come miglior video di una canzone da un film per Boys (dal film Austin Powers in Goldmember)
  - 2004 – Candidatura come video dell'anno per Toxic
  - 2004 – Candidatura come miglior video di un'artista femminile per Toxic
  - 2004 – Candidatura come miglior video dance per Toxic
  - 2004 – Candidatura come miglior video pop per Toxic
  - 2008 – Video dell'anno per Piece of Me
  - 2008 – Miglior video di un'artista femminile per Piece of Me
  - 2008 – Miglior video pop per Piece of Me
  - 2009 – Candidatura come video dell'anno per Womanizer
  - 2009 – Miglior video pop per Womanizer
  - 2009 – Candidatura come miglior coreografia per Circus
  - 2009 – Candidatura come miglior fotografia per Circus
  - 2009 – Candidatura come migliore direzione artistica per Circus
  - 2009 – Candidatura come miglior regia per Circus
  - 2009 – Candidatura come miglior montaggio per Circus
  - 2011 – Miglior video pop per Till the World Ends
  - 2011 – Candidatura come miglior coreografia per Till the World Ends
  - 2011 – Premio "Michael Jackson Video Vanguard Award"
- MTV Video Music Awards (America Latina)
  - 2002 – Candidatura come miglior artista pop internazionale
  - 2009 – Candidatura come miglior artista pop internazionale
  - 2009 – Miglior fan club
- MTV Video Music Awards (Brasile)
  - 2004 – Candidatura come miglior video internazionale per Me Against the Music (con Madonna)
  - 2005 – Candidatura come miglior video internazionale per Do Somethin'
  - 2008 – Candidatura come miglior artista internazionale
  - 2009 – Miglior artista internazionale
  - 2011 – Candidatura come miglior artista internazionale
- MTV Video Music Awards (Giappone)
  - 2002 – Candidatura come miglior artista pop
  - 2002 – Candidatura come miglior artista femminile
  - 2004 – Candidatura come miglior video di un'artista femminile per Me Against the Music (con Madonna)
  - 2004 – Candidatura come miglior collaborazione per Me Against the Music (con Madonna)
  - 2008 – Candidatura come miglior video pop per Gimme More
  - 2008 – Candidatura come miglior video di un'artista femminile per Gimme More
  - 2009 – Candidatura come video dell'anno per Womanizer
  - 2009 – Candidatura come miglior video di un'artista femminile per Womanizer
- MTV Wraps Up
  - 2003 – Performance dal vivo dell'anno per Like a Virgin (con Madonna e Christina Aguilera)
- MVPA Award
  - 2012 – Candidatura come miglior video pop per Till the World Ends
- MuchMusic Video Awards
  - 1999 – Artista internazionale preferito
  - 2000 – Candidatura come artista internazionale preferito
  - 2000 – Candidatura come miglior video internazionale per Oops!... I Did It Again
  - 2004 – Candidatura come artista internazionale preferito
  - 2004 – Candidatura come miglior video internazionale per Toxic
  - 2009 – Candidatura come artista internazionale preferito
  - 2009 – Candidatura come miglior video internazionale per Womanizer
  - 2011 – Candidatura come artista internazionale preferito
  - 2011 – Candidatura come miglior video internazionale per Till the World Ends
  - 2013 – Candidatura come miglior video internazionale per Scream & Shout (con Will.i.am)
- Music Week Award
  - 2019 – Miglior campagna marketing
- Myx Music Awards
  - 2009 – Candidatura come video internazionale preferito per Womanizer
- NME Awards
  - 2002 – Candidatura come miglior artista pop
  - 2005 – Peggior stile
  - 2008 – Peggior album per Blackout
  - 2009 – Candidatura come peggior album per Circus
- NRJ Music Award
  - 2008 – Album internazionale dell'anno per Blackout
  - 2009 – Artista femminile internazionale dell'anno
  - 2009 – Video internazionale dell'anno per Womanizer
  - 2012 – Candidatura come artista femminile internazionale dell'anno
  - 2023 – Candidatura come collaborazione internazionale dell'anno per Hold Me Closer (con Elton John)
- Neil Bogart Memorial Found
  - 2002 – Premio "Children's Choice"
- NewNowNext Award
  - 2009 – Premio "Always Next, Forever Now"
- Nickelodeon Kids' Choice Awards (Brasile)
  - 2009 – Candidatura come personalità dell'anno
- Nickelodeon Kids' Choice Awards (Stati Uniti)
  - 2000 – Cantante femminile preferita
  - 2000 – Candidatura come canzone preferita per (You Drive Me) Crazy
  - 2001 – Cantante femminile preferita
  - 2001 – Candidatura come canzone preferita per Oops!... I Did It Again
  - 2002 – Candidatura come cantante femminile preferita
  - 2002 – Candidatura come canzone preferita per Don't Let Me Be the Last to Know
  - 2003 – Candidatura come cantante femminile preferita
  - 2005 – Candidatura come canzone preferita per Toxic
- Now! Music Awards
  - 2018 – Miglior canzone degli ultimi 35 anni per ...Baby One More Time
  - 2018 – Miglior canzone degli anni '90 (1990-1999) per ...Baby One More Time
  - 2018 – Miglior artista femminile
- Outer Critics Circle Award
  - 1992 – Miglior cast di un musical Off-Broadway per Ruthless! (insieme a Laura Bell Bundy, Donna English, Denise Lor, Susan Mansur e Joel Vig)
- People's Choice Awards
  - 2000 – Candidatura come artista femminile preferita
  - 2001 – Candidatura come artista femminile preferita
  - 2002 – Candidatura come artista femminile preferita
  - 2005 – Candidatura come artista femminile preferita
  - 2009 – Candidatura come guest star rubascena preferita per How I Met Your Mother
  - 2010 – Candidatura come artista femminile preferita
  - 2010 – Candidatura come artista pop preferita
  - 2011 – Candidatura come guest star TV preferita per Glee
  - 2012 – Candidatura come album dell'anno per Femme Fatale
  - 2013 – Candidatura come giudice televisivo preferito per X Factor
  - 2014 – Artista pop preferita
  - 2014 – Candidatura come artista femminile preferita
  - 2014 – Candidatura come fandom preferito
  - 2017 – Artista pop preferita
  - 2017 – Artista femminile preferita
  - 2017 – Celebrità dei social preferita
  - 2017 – Collaborazione di un duo comico preferita (insieme a Ellen DeGeneres)
  - 2018 – Candidatura come tournée dell'anno per il Piece of Me Tour
  - 2020 – Candidatura come celebrità dei social dell'anno
  - 2021 – Celebrità social dell'anno
  - 2022 – Candidatura come collaborazione dell'anno per Hold Me Closer (con Elton John)
- PepsiCo Award
  - 2001 – Miglior artista femminile
- Pollstar Award
  - 1999 – Candidatura come miglior tournée di un nuovo artista per il ...Baby One More Time Tour
- Pop Corn Music Award (Polonia)
  - 1999 – Miglior artista internazionale
- PopCrush Fan Choice Award
  - 2011 – Candidatura come artista dell'anno
  - 2011 – Candidatura come album dell'anno per Femme Fatale
  - 2011 – Candidatura come canzone dell'anno Till the World Ends
  - 2012 – Candidatura come profumo dell'anno per Fantasy Twist
  - 2014 – Candidatura come miglior ritorno alle scene
  - 2014 – Candidatura come canzone dell'anno per Work Bitch
  - 2014 – Candidatura come video dell'anno per Work Bitch
  - 2014 – Candidatura come miglior documentario musicale per I Am Britney Jean
  - 2015 – Miglior copertina di un magazine per la copertina di Britney su Women's Health
  - 2016 – Candidatura come miglior album per Glory
  - 2016 – Candidatura come miglior collaborazione pop per Make Me... (con G-Eazy)
  - 2016 – Candidatura come miglior video musicale per Slumber Party (con Tinashe)
  - 2016 – Candidatura come miglior personalità dei social network
- Premio Amigos
  - 1999 – Miglior artista esordiente internazionale
- Premio Oye
  - 2004 – Candidatura come album in inglese dell'anno per In the Zone
  - 2004 – Candidatura come registrazione in inglese dell'anno per Toxic
  - 2009 – Candidatura come album in inglese dell'anno per Circus
  - 2009 – Candidatura come registrazione in inglese dell'anno per Womanizer
- Radio Music Award
  - 1999 – Candidatura come canzone dell'anno per ...Baby One More Time
- Radio Disney Music Awards
  - 2001 – Candidatura come miglior artista femminile
  - 2002 – Candidatura come miglior artista femminile
  - 2014 – Miglior canzone per farti sorridere per Ooh La La
  - 2014 – Candidatura come miglior canzone da un film per Ooh La La dal film I Puffi 2
  - 2017 – Premio "Icona"
- Razzie Award
  - 2003 – Peggior attrice protagonista per Crossroads - Le strade della vita
  - 2003 – Peggior colonna sonora per I'm Not a Girl, Not Yet a Woman
  - 2003 – Candidatura come peggior coppia in un film per Crossroads - Le strade della vita (con Anson Mount)
  - 2005 – Peggior attrice non protagonista per Fahrenheit 9/11
- Record of the Year
  - 1999 – Registrazione dell'anno per ...Baby One More Time
- Rennbahn Express Award
  - 1999 – Nuovo artista dell'anno
  - 1999 – Cantante dell'anno
  - 1999 – Star dell'anno
  - 1999 – Candidatura come canzone dell'anno per ...Baby One More Time
- Rockbjörnen Music Prize
  - 1999 – Artista straniero dell'anno
  - 2008 – Candidatura come artista straniero dell'anno
- Shorty Award
  - 2010 – La migliore nella musica
  - 2010 – Candidatura come la migliore nell'arte
  - 2010 – Candidatura come la migliore nell'umorismo
  - 2010 – Candidatura come celebrità dell'anno
  - 2011 – Candidatura come la migliore nella musica
  - 2011 – Candidatura come la migliore nella moda
  - 2011 – Candidatura come la migliore nell'innovazione
  - 2011 – Candidatura come la migliore nell'intrattenimento
  - 2011 – Candidatura come celebrità dell'anno
  - 2012 – Candidatura come miglior madre
  - 2012 – Candidatura come la migliore nella musica
  - 2012 – Candidatura come miglior cantante
  - 2012 – Candidatura come celebrità dell'anno
  - 2013 – Candidatura come la migliore nella musica
  - 2013 – Candidatura come miglior cantante
  - 2013 – Candidatura come celebrità dell'anno
  - 2013 – Candidatura come miglior account Twitter
  - 2014 – Candidatura come la migliore nella musica
  - 2014 – Candidatura come la migliore nella moda
  - 2014 – Candidatura come miglior cantante
  - 2014 – Candidatura come celebrità dell'anno
  - 2017 – Candidatura come la migliore nella musica
- Smash Hits Poll Winners
  - 1999 – Miglior artista femminile
  - 1999 – Artista femminile meglio vestita
  - 1999 – Miglior taglio di capelli
  - 1999 – Miglior ballerina
  - 1999 – Candidatura come miglior artista esordiente
  - 2000 – Miglior artista femminile
  - 2000 – Artista femminile meglio vestita
  - 2000 – Miglior ballerina
  - 2000 – Candidatura come miglior taglio di capelli
  - 2000 – Candidatura come miglior singolo per Oops!... I Did It Again
  - 2000 – Candidatura come miglior singolo per Lucky
  - 2000 – Candidatura come miglior album per Oops!... I Did It Again
  - 2001 – Miglior artista femminile
  - 2002 – Candidatura come miglior artista femminile
  - 2002 – Candidatura come miglior artista internazionale
  - 2004 – Candidatura come miglior artista solista
  - 2005 – Candidatura come mamma "flop"
  - 2005 – Premio "Smash Hits Hall of Fame"
- Stinkers Bad Movies
  - 2002 – Candidatura come peggior attrice protagonista per Crossroads - Le strade della vita
  - 2002 – Candidatura come peggior coppia in film per Crossroads - Le strade della vita (con Anson Mount)
  - 2002 – Candidatura come peggior colonna sonora per I'm Not a Girl, Not Yet a Woman
  - 2002 – Candidatura come peggior cameo in un film per Austin Powers in Goldmember
- Space Shower Music Awards
  - 2004 – Candidatura come miglior video internazionale per Me Against the Music (con Madonna)
- Spin Award
  - 2003 – Peggior artista
  - 2003 – Peggior canzone per Me Against the Music (con Madonna)
  - 2004 – Candidatura come peggior artista
  - 2004 – Candidatura come peggior stile
  - 2005 – Candidatura come peggior artista
  - 2005 – Peggior stile
- Teen Choice Awards
  - 1999 – Candidatura come miglior artista esordiente
  - 1999 – Candidatura come miglior artista femminile
  - 1999 – Candidatura come bomba femminile
  - 1999 – Miglior singolo per ...Baby One More Time
  - 1999 – Miglior album per ...Baby One More Time
  - 1999 – Candidatura come miglior video musicale per ...Baby One More Time
  - 2000 – Miglior artista femminile
  - 2000 – Bomba femminile
  - 2000 – Candidatura come miglior singolo per Oops!... I Did It Again
  - 2000 – Candidatura come miglior video musicale per Oops!... I Did It Again
  - 2000 – Candidatura come canzone dell'estate per Oops!... I Did It Again
  - 2000 – Candidatura come miglior album per Oops!... I Did It Again
  - 2000 – Candidatura come miglior canzone d'amore per From the Bottom of My Broken Heart
  - 2001 – Miglior artista femminile
  - 2001 – Candidatura come bomba femminile
  - 2001 – Candidatura come miglior singolo per Stronger
  - 2002 – Miglior artista femminile
  - 2002 – Bomba femminile
  - 2002 – Candidatura come miglior icona di stile femminile
  - 2002 – Miglior singolo per I'm a Slave 4 U
  - 2002 – Candidatura come miglior attrice emergente per Crossroads - Le strade della vita
  - 2002 – Candidatura come miglior attrice in un film drammatico o di avventura per Crossroads - Le strade della vita
  - 2002 – Candidatura come miglior chimica in un film per Crossroads - Le strade della vita (insieme a Anson Mount)
  - 2003 – Candidatura come bomba femminile
  - 2003 – Candidatura come miglior icona di stile femminile
  - 2004 – Candidatura come miglior artista femminile
  - 2004 – Candidatura come bomba femminile
  - 2004 – Miglior singolo per Toxic
  - 2004 – Candidatura come miglior canzone d'amore per Everytime
  - 2004 – Candidatura come miglior tournée musicale per il The Onyx Hotel Tour
  - 2005 – Candidatura come miglior artista femminile
  - 2005 – Candidatura come miglior reality show per Britney and Kevin: Chaotic
  - 2005 – Candidatura come miglior celebrità televisiva femminile per Britney and Kevin: Chaotic
  - 2007 – Premio "OMG Moment"
  - 2008 – Candidatura come miglior artista femminile
  - 2008 – Candidatura come fan più fanatici
  - 2009 – Candidatura come miglior artista femminile
  - 2009 – Candidatura come miglior singolo per Circus
  - 2009 – Candidatura come miglior tournée musicale per il The Circus: Starring Britney Spears
  - 2009 – Premio "Ultimate Choice"
  - 2011 – Candidatura come artista femminile dell'estate
  - 2014 – Candidatura come regina dei social network
  - 2015 – Miglior icona di stile
  - 2015 – Candidatura come miglior collaborazione per Pretty Girls
- Teen Entertainment Awards
  - 1999 – Celebrità femminile più attraente
  - 2000 – Candidatura come artista femminile preferita
  - 2000 – Candidatura come artista femminile più stilosa
  - 2000 – Candidatura come video più cool su MTV per Oops!... I Did It Again
- TMF Awards (Belgio)
  - 2000 – Miglior artista femminile internazionale
  - 2005 – Candidatura come miglior artista femminile internazionale
  - 2009 – Miglior artista femminile internazionale
  - 2009 – Miglior artista pop internazionale
  - 2009 – Miglior artista internazionale dal vivo
- TMF Awards (Olanda)
  - 2000 – Miglior artista esordiente internazionale
  - 2001 – Miglior artista femminile internazionale
- Top of the Pops Award
  - 2001 – Candidatura come miglior artista pop
  - 2002 – Candidatura come miglior fanclub
  - 2003 – Candidatura come celebrità femminile più attraente
  - 2003 – Miglior esibizionista
  - 2003 – Candidatura come voce più fastidiosa
- TRL Awards
  - 2006 – Candidatura come miglior brano 1º in classifica per Do Somethin'
  - 2008 – Candidatura come miglior brano 1º in classifica per Gimme More
  - 2008 – Candidatura al premio "First Lady"
  - 2009 – Candidatura come miglior brano 1º in classifica per Womanizer
  - 2009 – Candidatura al premio "First Lady"
  - 2011 – Candidatura al premio "Wonder Woman"
  - 2015 – Candidatura al premio "Artist Saga"
  - 2016 – Premio "Artist Saga"
- TVHits Award
  - 2000 – Miglior artista femminile
- Virgin Media Music Award
  - 2007 – Candidatura come disastro dell'anno
  - 2007 – Candidatura come miglior album per Blackout
  - 2008 – Candidatura come leggenda dell'anno
  - 2008 – Candidatura come miglior artista internazionale
  - 2008 – Candidatura come miglior ritorno alle scene
  - 2008 – Candidatura come miglior album per Circus
  - 2008 – Candidatura come miglior canzone per Womanizer
  - 2009 – Miglior artista femminile
- Weblog Award
  - 2008 – Candidatura come miglior blogger
- World Music Award
  - 2000 – Migliori vendite per un'artista dance
  - 2000 – Migliori vendite per un'artista pop femminile
  - 2001 – Migliori vendite per un'artista pop femminile
  - 2002 – Candidatura come migliori vendite per un'artista pop femminile
  - 2012 – Candidatura come miglior artista femminile
  - 2014 – Candidatura come intrattenitrice dell'anno
  - 2014 – Candidatura come miglior artista femminile
  - 2014 – Candidatura come miglior artista dal vivo
  - 2014 – Candidatura come miglior canzone per Work Bitch, Ooh La La, Scream & Shout e Perfume
  - 2014 – Candidatura come miglior video per Work Bitch, Ooh La La, Scream & Shout e Perfume
  - 2014 – Candidatura come miglior album per Britney Jean
  - 2014 – Miglior fanclub
- YoungStar Award
  - 1999 – Miglior artista giovane
- ZAMU Music Award
  - 2002 – Miglior artista internazionale

## Opere
- (EN) Heart-to-Heart, Lynne Spears (coautrice), 2000.
- La mia migliore amica, Lynne Spears (coautrice), 2001.
- (EN) Stages, 2002.
- The Woman In Me, Longanesi, 2023, ISBN 978-8830460188.